# Robert Oppenheimer
J. Robert Oppenheimer (n. 22 aprilie 1904, New York City, New York, SUA – d. 18 februarie 1967, Princeton, New Jersey, SUA) a fost un fizician american, profesor de fizică la Universitatea din California, Berkeley. Oppenheimer a fost șef al Laboratorului Los Alamos⁠(d) în timpul războiului și se numără printre cei creditați drept „părinte al bombei atomice” pentru rolul avut în cadrul Proiectului Manhattan, acțiunea din al Doilea Război Mondial care a dezvoltat primele arme nucleare utilizate în bombardamentele atomice de la Hiroshima și Nagasaki. Prima bombă atomică a fost detonată pe 16 iulie 1945, în testul Trinity în New Mexico; Oppenheimer a remarcat mai târziu că acesta îi amintește de cuvintele din Bhagavad-Gita: „Acum sunt prefăcut în Moarte, distrugătorul lumilor.”
După război, Oppenheimer a devenit președinte al influentului Comitet General Consultativ al nou-înființatei Comisii pentru Energie Atomică din Statele Unite⁠(d). El s-a folosit de poziția sa pentru a face lobby în favoarea controlului internațional asupra energiei nucleare în vederea evitării proliferării armelor nucleare și a cursei înarmării nucleare⁠(d) cu Uniunea Sovietică. Dupa ce a provocat furia multor politicieni cu opiniile sale sincere din timpul celei de a Doua Panici Roșii, i s-au revocat drepturile de acces⁠(d) într-o audiere foarte mediatizată în 1954, și a fost deposedat practic de toată influența politică directă; el a continuat să țină conferințe, să scrie și să lucreze în fizică. Nouă ani mai târziu, președintele John F. Kennedy i-a conferit (și Lyndon B. Johnson i-a decernat) Premiul Enrico Fermi⁠(d), ca gest de reabilitare politică⁠(d).
Printre realizările lui Oppenheimer în fizică s-au numărat aproximarea Born–Oppenheimer⁠(d) pentru funcțiile de undă moleculare, lucrări de teoria electronilor și pozitronilor, procesul Oppenheimer–Phillips⁠(d) din fuziunea nucleară, și prima predicție a unui tunel cuantic. Împreună cu studenții săi, el a adus contribuții importante și la teoria modernă a stelelor neutronice și găurilor negre, precum și la cea a mecanicii cuantice, teoriei cuantice a câmpurilor, și la interacțiunile dintre razele cosmice. Ca profesor și promotor al științei, el este amintit ca părinte fondator al școlii americane de fizică teoretică, care a dobândit renume mondial în anii 1930. După al Doilea Război Mondial, el a devenit director al Institutului pentru Studii Avansate din Princeton, New Jersey.

## Viața timpurie

### Copilăria și educația
Oppenheimer s-a născut în New York, pe 22 aprilie 1904, în familia lui Julius Oppenheimer, un înstărit importator de textile evreu, emigrat în Statele Unite din Germania în 1888, și a Ellei Friedman, pictoriță. Julius venise în America fără bani, fără studii de bacalaureat, și fără a ști limba engleză. El a primit un loc de muncă într-o companie de textile și într-un deceniu a ajuns director în cadrul companiei. Ella era din Baltimore. Familia Oppenheimer era o familie evreiască așkenază, dar nu practica religia. În 1912 familia s-a mutat într-un apartament de la etajul 11, la Riverside Drive nr.  155, în apropiere de West 88th Street, în Manhattan, zonă cunoscuta pentru vilele și clădirile de apartamente de lux. Colecția lor de artă cuprindea lucrări de Pablo Picasso și Édouard Vuillard, și cel puțin trei picturi originale ale lui Vincent van Gogh. Robert a avut un frate mai mic, Frank⁠(d), care a devenit și el fizician.
Oppenheimer a învățat mai întâi la Școala Preparatorie Alcuin, și în 1911 a intrat la Ethical Culture Society School⁠(d). Aceasta fusese înființată de către Felix Adler⁠(d) pentru a promova o variantă de formare pe bază de etică cu origini în mișcarea Culturii Eticii⁠(d), al cărui motto era „faptele înaintea credinței”. Tatăl său a fost mulți ani membru al Societății, și chiar în consiliul de administrație din 1907 până în 1915. Oppenheimer a fost un savant versatil, interesat de literatura engleză și franceză, și în special de mineralogie. A terminat clasele a treia și a patra într-un singur an, și a sărit peste jumătate din clasa a VIII-a. În ultimul său an, a devenit interesat de chimie. A intrat la Harvard College⁠(d) la un an după absolvire, la vârsta de 18 ani, pentru că a suferit un atac de colită, în timp ce prospecta⁠(d) în Joachimstal timpul unei vacanțe de vară cu familia în Europa. Pentru a-l ajuta să se recupereze după boală, tatăl său a apelat la ajutorul profesorului de engleză Herbert Smith, care l-a dus în New Mexico, unde Oppenheimer s-a îndrăgostit de călărie și de sud-vestul Statelor Unite.
Oppenheimer s-a specializat în chimie, dar la Harvard studenții la științe erau obligați să studieze și istorie, literatură, filosofie sau matematică. El a compensat începutul întârziat prin a lua șase cursuri fiecare semestru și a fost admis în societatea onorifică⁠(d) Phi Beta Kappa Society⁠(d) pentru studenți la licență. În primul său an, i s-a acordat statut de absolvent în fizică pe baza studiului independent, ceea ce a însemnat că nu mai era obligat să urmeze cursurile de bază, și se putea înscrie în schimb la cele avansate. A fost atras către fizica experimentală de un curs de termodinamică, predat de Percy Bridgman. A absolvit mențiune onorifică⁠(d) în trei ani.

### Studiile în Europa

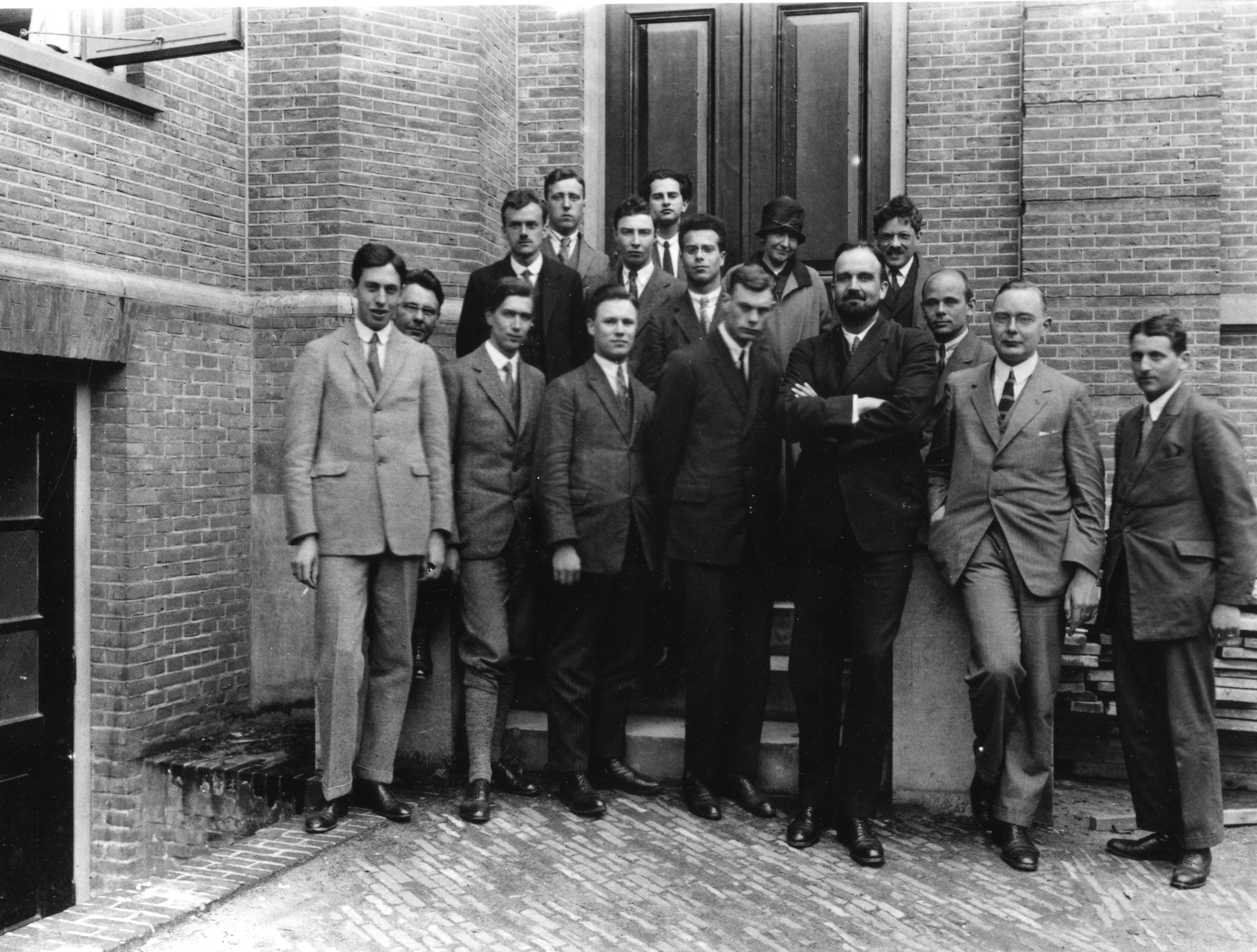
Laboratorul lui Heike Kamerlingh Onnes din Leiden, Țările de Jos, 1926. Oppenheimer este în al doilea rând, al treilea din stânga.

În 1924, Oppenheimer a fost informat că a fost acceptat la Christ's College, Cambridge. El i-a scris lui Ernest Rutherford pentru a solicita permisiunea de a lucra la Laboratorul Cavendish. Bridgman i-a dat lui Oppenheimer o recomandare, în care observa că neîndemânarea lui Oppenheimer în laborator face să pară că punctul său forte nu este fizica experimentală, ci mai degrabă cea teoretică. Rutherford nu a fost impresionat, dar Oppenheimer a mers la Cambridge, în speranța de a primi o altă ofertă. El a fost în cele din urmă acceptat de către J. J. Thomson, cu condiția să finalizeze un curs elementar de laborator. A dezvoltat o relație antagonistă cu tutorele său, Patrick Blackett, care era doar cu câțiva ani mai în vârstă. În vacanță, așa cum își amintea prietenul lui, Francis Fergusson⁠(d), Oppenheimer a mărturisit o dată că a lăsat un măr stropit cu substanțe chimice nocive pe biroul lui Blackett. Relatarea lui Ferguson este singura versiune detaliată a acestui eveniment, dar părinții lui Oppenheimer au fost sesizați de către autoritățile universitare care s-au gândit dacă să-l pună sub observație, idee la care s-a renunțat după ce părinții săi au făcut lobby pe lângă autorități.
Bărbat înalt, fumător masiv, care de multe ori neglija să mănânce în timpul perioadelor de gândire și concentrare intensă, Oppenheimer a fost considerat de mulți dintre prietenii săi a avea tendințe auto-distructive. Un eveniment grav a avut loc atunci când și-a luat o vacanță de la studiile la Cambridge pentru a se întâlni cu prietenul lui, Francis Fergusson, în Paris. Fergusson a observat că Oppenheimer nu este bine și, pentru a-l ajuta să-și distragă atenția de la depresie, i-a spus lui Oppenheimer că el (Fergusson) se va căsători cu prietena lui, Frances Keeley. Oppenheimer nu a primit vestea prea bine. El a sărit pe Fergusson și a încercat să-l sugrume. Deși Fergusson a evitat ușor atacul, episodul l-a convins de problemele psihologice profunde ale lui Oppenheimer. Afectat de-a lungul întregii vieți de perioade de depresie, Oppenheimer i-a spus odată fratelui său: „am nevoie de fizică mai mult decât de prieteni”.
În 1926 a plecat de la Cambridge la Universitatea din Göttingen pentru a studia cu Max Born. Göttingen era unul dintre cele mai importante centre de fizica teoretică din lume. Oppenheimer și-a făcut prieteni care aveau să aibă mare succes, între care Werner Heisenberg, Pascual Jordan, Wolfgang Pauli, Paul Dirac, Enrico Fermi și Edward Teller. El a fost cunoscut ca fiind prea entuziast în discuții, uneori până la punctul în care prelua comanda seminariilor. Aceasta i-a iritat atât de mult pe unii dintre ceilalți studenți ai lui Born, încât Maria Goeppert i-a prezentat lui Born o petiție semnată de ea și de alții în care amenințau cu boicotul cursurilor, dacă Oppenheimer nu se liniștește. Born l-a lăsat pe biroul lui unde Oppenheimer îl putea citi, ceea ce a avut efect fără ca Born să spună vreun cuvânt.
A obținut doctoratul în martie 1927, la vârsta de 23 de ani, sub îndrumarea lui Born. După examenul oral, James Franck, profesorul examinator, a spus: „bine că s-a terminat. Era pe punctul să mă ia el pe mine la întrebări”. Oppenheimer a publicat mai mult de o duzină de lucrări la Göttingen, între care multe contribuții importante la noul domeniu al mecanicii cuantice. El și Born au publicat împreună o lucrare celebră despre aproximarea Born–Oppenheimer⁠(d), care separă mișcarea nucleară de mișcarea electronică în tratarea matematică a moleculelor, ceea ce permite ca mișcarea nucleară să fie neglijată pentru simplificarea calculelor. Ea rămâne cea mai citată⁠(d) lucrare a sa.

## Începutul carierei profesionale

### Munca în educație
Oppenheimer a primit un fellowship de la Consiliul Național de Cercetare al Statelor Unite pentru a lucra la Institutul de Tehnologie din California (Caltech), în septembrie 1927. Bridgman l-a vrut și el la Harvard, așa că s-a ajuns la un compromis prin care și-a împărțit fellowshipul pe anul universitar 1927-28 între Harvard în 1927 și Caltech în 1928. La Caltech a legat o prietenie strânsă cu Linus Pauling, și cei doi au pus la cale să atace concertat natura legăturii chimice, domeniu în care Pauling era pionier, Oppenheimer furnizând matematica și Pauling interpretarea rezultatelor. Atât colaborarea cât și prietenia lor a fost strivită în fașă, atunci când Pauling a început să suspecteze că Oppenheimer este prea apropiat de soția lui, Ava Helen Pauling⁠(d). Odată, când Pauling era la muncă, Oppenheimer a ajuns la ei acasă și a invitat-o pe Ava Helen să i se alăture într-o ieșire împreună în Mexic. Deși ea a refuzat și i-a spus soțului ei, invitația, și aparenta nonșalanță cu care a fost făcută, l-a alarmat pe Pauling, care a încheiat relația cu Oppenheimer. Oppenheimer l-a invitat mai târziu să devină șef al Diviziei de Chimie a Proiectului Manhattan, dar Pauling a refuzat, spunând că este pacifist.
În toamna anului 1928, Oppenheimer a vizitat institutul lui Paul Ehrenfest de la Universitatea din Leiden, Țările de Jos, unde a impresionat prin prelegeri în limba neerlandeză, deși avea experiență redusă de vorbire a ei. Acolo i s-a pus porecla de Opje, anglicizată mai târziu de studenții săi în „Oppie”. Din Leiden, a mers mai departe la Institutul Federal Elvețian de Tehnologie (ETH) din Zürich pentru a lucra cu Wolfgang Pauli în mecanica cuantică și spectrul continuu⁠(d). Oppenheimer l-a respectat și l-a admirat pe Pauli și se poate să fi imitat stilul său personal, precum și abordarea critică a problemelor.

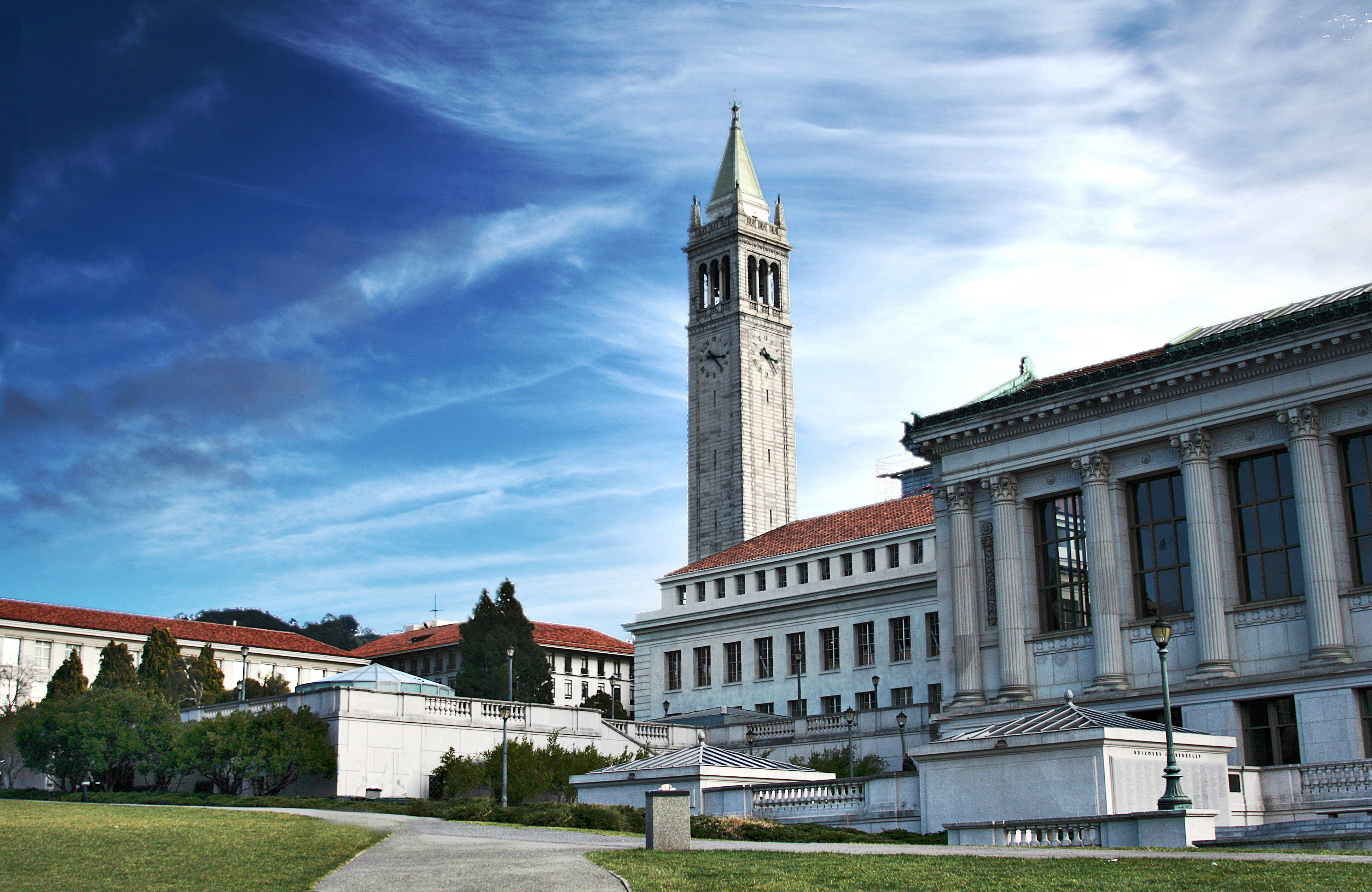
Universitatea din California, Berkeley, unde Oppenheimer a predat din 1929 până în 1943

La întoarcerea în Statele Unite, Oppenheimer a acceptat postul de profesor asociat la Universitatea din California, Berkeley, unde Raymond T. Birge l-a dorit atât de mult încât și-a exprimat și disponibilitatea să-i împartă atenția cu Caltech.
Înainte de a începutul profesoratului la Berkeley, lui Oppenheimer i s-a diagnosticat cu o formă ușoară de tuberculoză și a petrecut câteva săptămâni cu fratele său, Frank, la o fermă din New Mexico, pe care o luase în arendă și pe care ulterior a achiziționat-o. Când a auzit că ferma era dată spre arendă, a exclamat: „Hot dog!”, de unde mai târziu a venit numele pe care l-a dat fermei, Perro Caliente, o traducere literală în spaniolă a sintagmei englezești „hot-dog”. Mai târziu, el spunea că „fizica și țara deșertului” au fost „cele două mari iubiri” ale lui. S-a recuperat de pe urma tuberculozei și s-a întors la Berkeley, unde a prosperat drept consilier și colaborator al unei generații de fizicieni care l-au admirat pentru virtuozitatea intelectuală și sfera largă de interes. Studenții și colegii lui îl considerau fermecător: hipnotic în interacțiunile interpersonale, dar de multe ori rece în adunări publice. Asociații săi se înscriau în două tabere: una care îl considera un geniu distant și impresionant, cealaltă care îl considera un prefăcut pretențios și nesigur. Studenții lui intrau aproape întotdeauna în prima categorie, adoptându-i stilul de mers, de vorbire, și alte maniere, și chiar și înclinația de a citi texte întregi în limbile lor de origine. Hans Bethe spunea despre el:
„Probabil cel mai important ingredient pe care l-a adus la predare a fost gustul său rafinat. Știa mereu care erau problemele importante, după cum arată subiectele pe care și le-a ales. El chiar trăia cu aceste probleme, lupta pentru o soluție, și își comunica grijile grupului. La apogeu, erau vreo opt sau zece studenți postuniversitari în grupul lui și vreo șase fellows post-doctorali. Se întâlnea cu acest grup o dată pe zi în biroul său și discuta cu fiecare situația problemei de cercetare de care se ocupau ei. Îl interesa totul și, într-o singură după-amiază, puteau discuta electrodinamică cuantică, raze cosmice, producerea de perechi de electroni și fizică nucleară.”
A lucrat îndeaproape cu fizicianul experimentalist laureat al Premiului Nobel Ernest O. Lawrence și cu pionierii ciclotronului, ajutându-i să înțeleagă datele pe care le produceau mașinile lor la Laboratorul Național Lawrence Berkeley. În 1936, Berkeley l-a promovat la gradul de profesor universitar cu drepturi depline și cu un salariu de 3300 de dolari pe an. I s-a cerut, în schimb, să renunțe la activitățile de predare de la Caltech, astfel că s-a ajuns la un compromis prin care Berkeley îl elibera șase săptămâni pe an, suficient cât să predea un curs la Caltech.

### Lucrări științifice
Oppenheimer a făcut importante cercetări în astronomia teoretică (mai ales pe subiecte legate de relativitatea generală și teoria nucleară), fizica nucleară, spectroscopie, și teoria cuantică a câmpurilor, inclusiv extinderea acesteia în electrodinamica cuantică. Matematica formală a mecanicii cuantice relativiste i-a atras și ea atenția, deși s-a îndoit de valabilitatea acesteia. Munca lui a prezis multe descoperiri de mai târziu, între care neutronii, mezonii și stelele neutronice.
Inițial, interesul major a fost teoria spectrului continuu și primul său articol publicat, în anul 1926, trata teoria cuantică a spectrelor de benzi moleculare. El a dezvoltat o metodă de a efectua calculele probabilităților de tranziție. El a calculat efectul fotoelectric pentru hidrogen și raze X, obținând coeficientul de absorbție⁠(d) la limita K⁠(d). Calculele sale erau conforme cu observațiile privind absorbția razelor X de către Soare, dar nu de heliu. Abia după câțiva ani s-a înțeles că soarele este compus în mare parte din hidrogen și că într-adevăr calculele sale erau corecte.

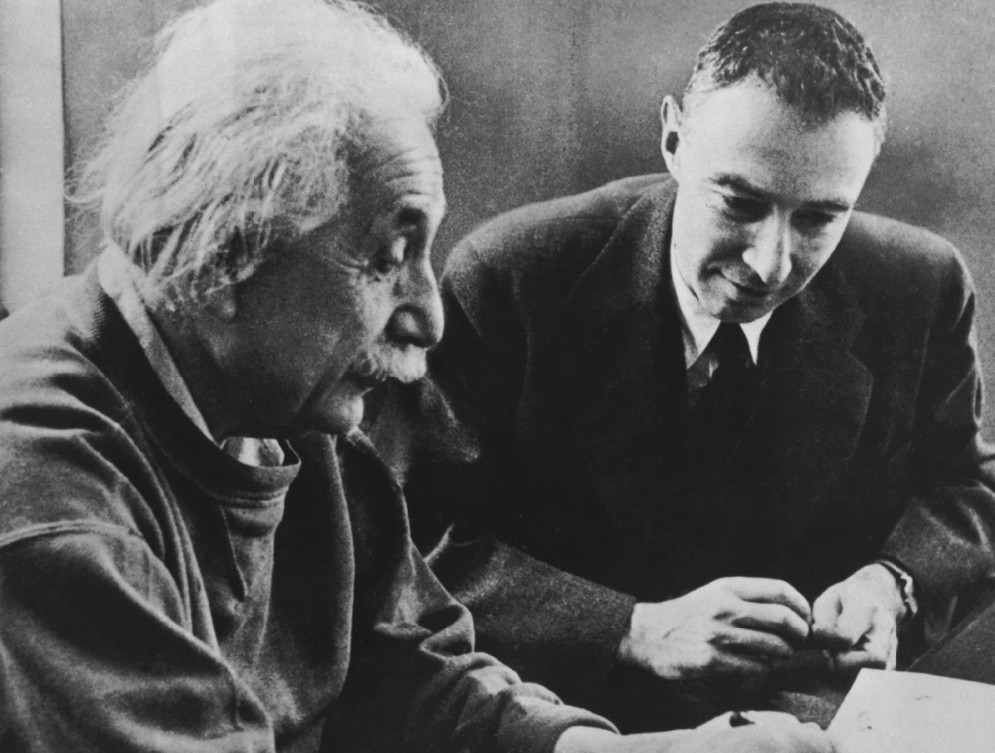
Albert Einstein și Oppenheimer pe la 1950

Oppenheimer a adus contribuții importante și la teoria razelor cosmice și a început o muncă care în cele din urmă a condus la descrierea tunelelor cuantice. În 1931 el a fost coautor la un articol despre „teoria relativistă a efectului fotoelectric” împreună cu elevul său, Harvey Hall, în care, pe baza unor dovezi empirice, a contestat în mod corect afirmația lui Dirac că două dintre nivelurile de energie din atomul de hidrogen au aceeași energie. Ulterior, unul dintre doctoranzii lui, Willis Lamb, a stabilit că aceasta este o consecință a ceea ce a devenit cunoscut ca deplasarea Lamb⁠(d), pentru care Lamb a fost distins cu Premiul Nobel pentru Fizică în anul 1955.
Oppenheimer a lucrat cu primul său doctorand, Melba Phillips⁠(d), la calcule de radioactivitate artificială sub bombardament de deuteroni. Când Ernest Lawrence și Edwin McMillan au bombardat nuclee cu deuteroni, au constatat că rezultatele sunt în acord cu previziunile lui George Gamow, dar când erau implicate energii mai mari și nuclee mai grele, rezultatele nu mai sunt conforme cu teoria. În 1935, Oppenheimer și Phillips au elaborat o teorie cunoscută acum ca procesul Oppenheimer–Phillips⁠(d) pentru a explica rezultatele, o teorie încă folosită astăzi.
Încă din 1930, Oppenheimer a scris un articol care în esență prezicea existența pozitronilor, după ce un articol de Paul Dirac avansa ideea că electronii ar putea avea și sarcină pozitivă, și energie negativă. Articolul lui Dirac a introdus o ecuație cunoscută sub numele de ecuația Dirac, care unifica mecanica cuantică, relativitatea specială și conceptul pe atunci nou de spin al electronilor, pentru a explica efectul Zeeman. Oppenheimer, bazându-se pe corpul dovezilor experimentale, a respins ideea că electronii încărcați pozitiv preziși de această ipoteză ar fi protoni. El a susținut că ar trebui să aibă aceeași masă ca un electron, întrucât experimentele au arătat că protonii sunt mult mai grei decât electronii. Doi ani mai târziu, Carl David Anderson a descoperit pozitronii, pentru care a primit în 1936 Premiul Nobel pentru Fizică.
La sfârșitul anilor 1930, Oppenheimer a devenit interesat de astrofizică, probabil prin prietenia cu Richard Tolman, ceea ce a dus la o serie de articole. În primul dintre acestea, un articol din 1938 scris împreună cu Robert Serber⁠(d) și intitulat „Despre stabilitatea nucleelor stelare de neutroni”, Oppenheimer a explorat proprietățile piticelor albe. Acesta a fost urmat de o lucrare scrisă împreună cu unul dintre elevii săi, George Volkoff⁠(d), „Despre nucleele masive de neutroni”, în care au demonstrat că există o limită, așa-numita limită Tolman–Oppenheimer–Volkoff⁠(d), a masei stelelor, dincolo de care acestea nu rămân stabile ca stele neutronice și ar suferi o prăbușire gravitațională. În cele din urmă, în 1939, Oppenheimer și alt student al său, Hartland Snyder⁠(d), au produs un articol cu titlul „Despre atracția gravitațională continuată”, care a prezis existența a ceea ce astăzi poartă numele de găuri negre. După articolul despre aproximarea Born–Oppenheimer, aceste lucrări rămân cele mai citate ale sale, și au fost factori-cheie în întinerirea cercetării din astrofizică în Statele Unite în anii 1950, în principal, de către John A. Wheeler.
Articolele lui Oppenheimer au fost considerate dificil de înțeles chiar și după standardele subiectelor abstracte în care era el expert. Îi plăcea să folosească tehnici matematice elegante, dar extrem de complexe, pentru a demonstra principii fizice, deși a fost uneori criticat pentru că făcea greșeli de matematică, probabil din grabă. „Fizica lui era bună”, spunea elevul său, Snyder, „dar la aritmetică era de groază”.

După al Doilea Război Mondial, Oppenheimer a publicat doar cinci lucrări științifice, dintre care una a fost în biofizică, și după 1950, niciuna. Murray Gell-Mann, ulterior laureat al Nobelului, care, ca om de știință vizitator, a lucrat cu el la Institutul pentru Studii Avansate în 1951, opina: 
„Nu avea Sitzfleisch, „carne de scaun”, când stătea într-un scaun de profesor. Din câte știu, n-a scris niciodată o lucrare lungă și n-a făcut niciun calcul lung, nimic de genul acesta. Nu avea răbdare pentru așa ceva; munca lui consta din mici aperçuuri, dar unele chiar strălucite. Dar i-a inspirat pe alții să facă unele lucruri, și influența sa era fantastică.”
Interesele diverse ale lui Oppenheimer îi întrerupeau uneori concentrarea pe știință. În 1933, el a învățat limba sanscrită și s-a întâlnit cu indologul Arthur W. Ryder⁠(d) la Berkeley. El a citit Bhagavad Gita în original, în sanscrită, și mai târziu a indicat-o drept una dintre cărțile care i-au modelat cel mai mult filosofia de viață. Colegul și confidentul său apropiat, laureatul Premiului Nobel, Isidor Rabi, mai târziu a dat propria lui interpretare:
„Oppenheimer era supraeducat în acele domenii, aflate în afara tradiției științifice, cum ar fi interesul lui față de religie, în special religia hindusă⁠(d), de unde emana o senzație de mister al universului, care îl înconjura ca o ceață. El vedea fizica limpede, căutând către ce fusese deja făcut, dar la limită tindea să simtă că există mai mult mister și noutate decât era de fapt … [s-a întors] de la metodele dure și rudimentare ale fizicii teoretice către un tărâm mistic al vagii intuiții.”
În ciuda acestui fapt, unii observatori, cum ar fi fizicianul laureat al Premiului Nobel, Luis Alvarez, au sugerat că, dacă ar fi trăit suficient de mult pentru a-și vedea predicțiile confirmate prin experimente, Oppenheimer ar fi câștigat un Premiu Nobel pentru munca sa în domeniul colapsului gravitațional, privind stelele neutronice și găurile negre. În retrospectivă, unii fizicieni și istorici consideră că aceasta a fost cea mai importantă contribuție a lui, deși în timpul vieții lui nu a fost preluată de alți oameni de știință. Fizicianul și istoricul Abraham Pais l-a întrebat odată pe Oppenheimer ce consideră el a fi cele mai importante contribuții științifice; Oppenheimer s-a gândit la lucrarea lui despre electroni și pozitroni, nu la munca pe tema contracției gravitaționale. Oppenheimer a fost nominalizat pentru Premiul Nobel pentru fizică de trei ori, în 1945, 1951 și 1967, dar nu l-a primit niciodată.

## Viața privată și cea politică
În timpul anilor 1920, Oppenheimer a rămas departe de problemele lumii. El a declarat că nu citește ziare și nu ascultă emisiuni radio, și a aflat de prăbușirea de pe Wall Street din 1929 abia la vreo șase luni după ce a avut loc, pe când se plimba cu Ernest Lawrence. A remarcat o dată că nu a votat până la alegerile din 1936⁠(d). Cu toate acestea, din 1934, a devenit din ce în ce mai preocupat de politică și de afacerile internaționale. În 1934, a alocat trei la sută din salariul său—aproximativ 100 de dolari pe an timp de doi ani pentru a sprijini fizicienii germani care fugeau din Germania Nazistă. În timpul grevei marinarilor de pe Coasta de Vest din 1934⁠(d), el și câțiva dintre studenții săi, între care Melba Phillips și Bob Serber, au participat la un miting marinăresc. Oppenheimer a încercat în mod repetat să obțină o poziție la Berkeley pentru  Serber, dar a fost blocat de Birge⁠(d), care a simțit că „ajunge un evreu în cadrul departamentului”.

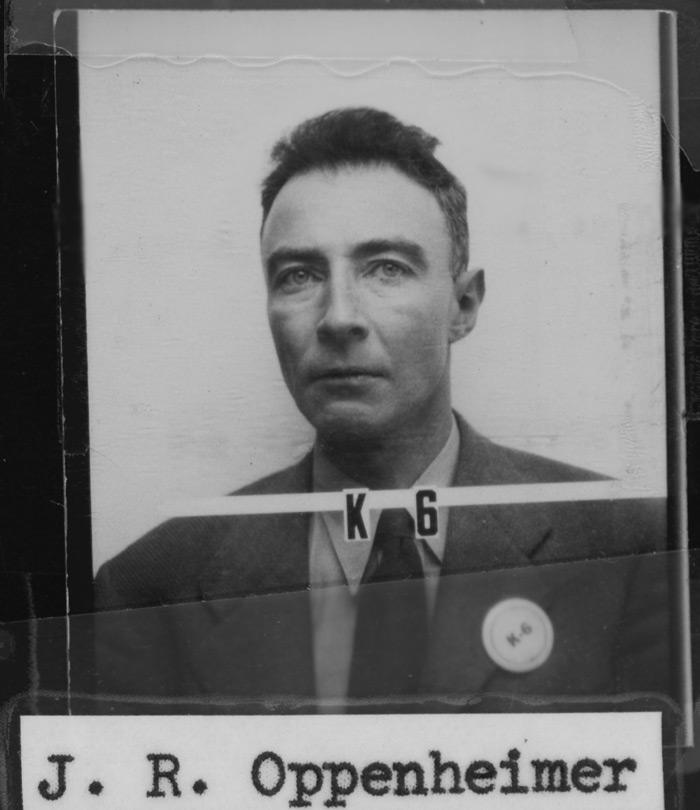
Ecusonul lui Oppenheimer de la

Mama lui Oppenheimer a murit în 1931, și el s-a aproapiat mai mult de tatăl său, care, deși încă trăia în New York, a devenit un vizitator frecvent în California. Când tatăl său a murit și el în 1937, lăsând suma de 392.602 de dolari pentru a fi împărțită între Oppenheimer și fratele său, Frank, Oppenheimer a scris imediat un testament, prin care moșia sa de la Universitatea din California era pusă deoparte pentru burse de studiu. Ca mulți tineri intelectuali în 1930, el a fost un susținător al reformelor sociale, care ulterior au fost suspectate a fi idei comuniste. El a donat mai multor acțiuni progresiste care ulterior au fost etichetate „de stânga” în timpul epocii McCarthy. Majoritatea presupuselor sale activități radicale constau în găzduirea de strângeri de fonduri pentru cauza republicană în timpul Războiului Civil Spaniol și pentru alte activități antifasciste. El nu a aderat  deschis la Partidul Comunist, dar a transmis bani unor cauze liberale prin cunoștințe presupuse a fi membri ai Partidului. În 1936, Oppenheimer a intrat într-o relație cu Jean Tatlock⁠(d), fiica unui profesor de literatură de la Berkeley și studentă la Facultatea de Medicină a Universității Stanford⁠(d). Cei doi aveau opinii politice similare; ea scria pentru Western Worker, un ziar al Partidului Comunist.
Tatlock s-a despărțit de Oppenheimer în 1939, după o relație intensă. În luna august a acelui an, el a cunoscut-o pe Katherine ("Kitty") Puening Harrison, o studentă radicală de la Berkeley și fostă membră a Partidului Comunist. Harrison mai fusese căsătorită de trei ori. Prima căsătorie a durat doar câteva luni. Al doilea soț a fost Joe Dallet, un membru activ al Partidului Comunist, care a murit în Războiul Civil Spaniol. Kitty a revenit în Statele Unite, unde a obținut o diplomă de licență⁠(d) în botanică la Universitatea Pennsylvaniei. Acolo s-a căsătorit cu Richard Harrison, medic și cercetător în domeniul medical, în 1938. În iunie 1939, Kitty și Harrison s-au mutat la Pasadena, California, unde a devenit șefă a secției de radiologie de la un spital local și s-a înscris ca studentă postuniversitară la Universitatea din California, Los Angeles. Oppenheimer și Kitty au produs un scandal minor după ce au dormit împreună, după una din petrecerile lui Tolman. În vara anului 1940, ea a rămas cu Oppenheimer, la ferma lui din New Mexico. În cele din urmă, ea i-a cerut lui Harrison divorțul când a aflat că este însărcinată. Când el a refuzat, ea a obținut un divorț instant în Reno, Nevada, și l-a luat pe Oppenheimer ca al patrulea ei soț la 1 noiembrie 1940.
Primul lor copil, Peter, s-a născut în mai 1941, și al doilea copil al lor, Katherine („Toni”), s-a născut în Los Alamos, New Mexico, la 7 decembrie 1944. În timpul căsătoriei sale, Oppenheimer a continuat și relația cu Jean Tatlock. Mai târziu, contactele lor continue au devenit o problemă în audierile pentru drepturile de acces din cauza legăturilor lui Tatlock cu comuniștii. Mulți dintre cei mai apropiați asociați ai lui Oppenheimer fuseseră activi în Partidul Comunist în anii 1930 sau 1940. Între aceștia se numărau fratele lui, Frank; soția lui Frank, Jackie; Kitty; Jean Tatlock; proprietăreasa lui, Mary Ellen Washburn; și mai mulți dintre studenții săi de la Berkeley.
Când s-a alăturat Proiectului Manhattan, în 1942, Oppenheimer a scris în chestionarul personal de securitate că [Oppenheimer] este „membru al cam tuturor organizațiilor Frontului Comunist de pe Coasta de Vest”. După mai mulți ani, el a susținut că el nu-și amintește să fi spus asta, că nu era adevărat, și că, dacă el a spus ceva de acest gen, a fost „o exagerare semi-umoristică”. El era abonat la People's World, organ al Partidului Comunist, și a depus mărturie în 1954 că „am fost asociat cu mișcarea comunistă”. Din 1937 până în 1942, Oppenheimer a fost la Berkeley membru a ceea ce el a numit un „grup de discuții”, care mai târziu a fost identificat de alți membrii, Haakon Chevalier⁠(d) și Gordon Griffiths, ca o unitate „închisă” (secretă) a Partidului Comunist pentru cadrele didactice de la Berkeley.
Biroul Federal de Investigații (FBI) a deschis un dosar pe numele lui Oppenheimer în martie 1941. În acesta, s-a consemnat participarea sa la o întâlnire din decembrie 1940 din casa lui Chevalier la care au mai participat și secretarul de stat al Partidului Comunist din California, William Schneiderman, și trezorierul acestui partid, Isaac Folkoff⁠(d). FBI a remarcat că Oppenheimer făcea parte din Comitetul Executiv al American Civil Liberties Union⁠(d), care este considerată o organizație comunistă de fațadă. La scurt timp, FBI l-a adăugat pe Oppenheimer la FBI Index⁠(d), o listă de persoane ce urmau a fi arestate în caz de urgență națională. Dezbaterile pe tema calități lui  Oppenheimer de membru al Partidului au ajuns la puncte foarte fine; aproape toți istoricii sunt de acord că a avut puternice simpatii de stânga în acest timp și că a interacționat cu membri de Partid, deși există o dispută dacă el a fost în mod oficial membru al Partidului. În audierile pentru drepturile de acces din 1954, el a negat că ar fi fost membru al Partidului Comunist, dar s-a identificat drept tovarăș de drum⁠(d), adică cineva care este de acord cu multe dintre obiectivele comunismului, dar fără a fi dispuși să urmeze orbește ordine din partea oricărui aparat de partid comunist.

În timpul dezvoltării bombei atomice, Oppenheimer a fost anchetat de FBI și de divizia internă de securitate a Proiectului Manhattan pentru asocierile sale de stânga din trecut. El a fost urmărit de agenți de securitate ai Armatei în timpul unei excursii în California, în iunie 1943, pentru a o vizita pe fosta lui iubită, Jean Tatlock, care suferea de depresie. Oppenheimer și-a petrecut noaptea în apartamentul ei. Tatlock s-a sinucis la 4 ianuarie 1944, ceea ce l-a întristat profund pe Oppenheimer. În august 1943, a oferit voluntar agenților de securitate ai Proiectului Manhattan informația că George Eltenton, pe care el nu-l cunoștea, a cerut de la trei oameni de la Los Alamos să-i transmită secrete nucleare pentru Uniunea Sovietică. Atunci când i s-au cerut mai multe informații mai târziu în interviuri, Oppenheimer a recunoscut că singura persoană care l-a abordat a fost prietenul lui, Haakon Chevalier, un profesor de literatură franceză de la Berkeley, care a menționat chestiunea în particular la o cină acasă la Oppenheimer. Generalul de brigadă⁠(d) Leslie Groves, director al Proiectului Manhattan, îl considera pe Oppenheimer prea important pentru proiect pentru a fi demis din cauza acestui comportament suspect. Pe 20 iulie 1943, el a scris Districtului Ingineresc Manhattan:
„În conformitate cu îndrumările mele verbale din 15 iulie, este de dorit ca lui Julius Robert Oppenheimer să i se elibereze fără întârziere drepturi de acces indiferent de informațiile pe care le aveți dumneavoastră în ce-l privește pe dl. Oppenheimer. El este absolut esențial pentru proiect.”

## Proiectul Manhattan

### Los Alamos
La 9 octombrie 1941, cu puțin timp înainte ca Statele Unite ale Americii să intre în al Doilea Război Mondial, președintele Franklin D. Roosevelt a aprobat un program de urgență pentru a dezvolta o bombă atomică. În mai 1942, președintele Comitetului de Cercetare în Apărarea Națională⁠(d), James Bryant Conant, care i-a fost profesor lui Oppenheimer la Harvard, l-a invitat pe Oppenheimer să lucreze la calculele reacției în lanț cu neutroni, sarcină în care Oppenheimer s-a aruncat cu toată puterea. I s-a acordat titlul de ”coordonator al rupturii rapide”, cu referire anume la propagarea unei reacții în lanț rapide cu neutroni într-o bombă atomică. Una dintre primele sale acțiuni a fost să organizeze o școală de vară pentru teoria bombelor la clădirea sa din Berkeley. Amestecul de fizicieni europeni și studenți ai lui—un grup cu Robert Serber, Emil Konopinski⁠(d), Felix Bloch, Hans Bethe și Edward Teller—se ocupau cu calculul a ce trebuie făcut și în ce ordine, pentru a face bomba.

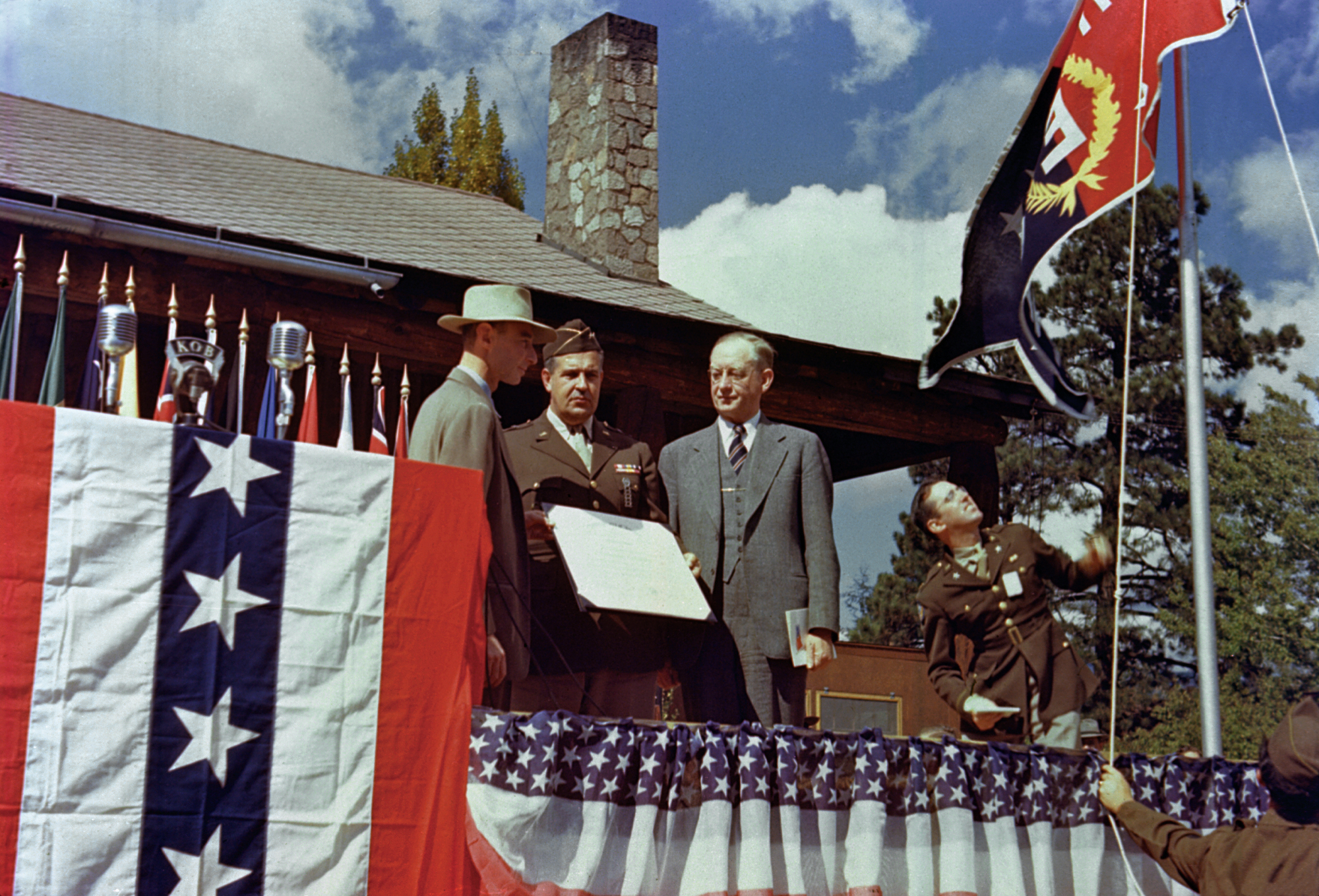
Decernarea Premiului Army-Navy „E” la Los Alamos la 16 octombrie 1945. Oppenheimer (stânga) și-a ținut discursul de adio în calitate de director cu această ocazie., dreapta, în costum, a acceptat premiul în numele Universității Californiei de la Leslie Groves (centru).

În iunie 1942, Armata SUA a înființat Districtul Ingineresc Manhattan care să se ocupe de partea sa din proiectul bombei atomice, începând procesul de transfer al responsabilității de la Biroul de Cercetare Științifică și Dezvoltare⁠(d) a armatei. În septembrie, Groves a fost numit director a ceea ce a devenit cunoscut sub numele de Proiectul Manhattan. Groves l-a ales pe Oppenheimer pentru șefia laboratorului de arme secrete din cadrul proiectului, hotărâre care a surprins pe mulți, întrucât Oppenheimer avea vederi politice de stânga, și nu avea istoric la conducerea unor proiecte mari. Faptul că el nu avea un Premiu Nobel, și că nu avea prestigiul necesar pentru a dirija pe colegii săi oameni de știință îl îngrijora pe Groves. Cu toate acestea, el a fost impresionat de felul singular în care Oppenheimer înțelegea aspectele practice legate de proiectarea și construirea unei bombe atomice, și de cunoștințele sale vaste. Ca inginer militar, Groves știa că acest lucru avea să fie vital într-un proiect interdisciplinar, care implica nu doar fizică, ci și chimie, metalurgie, artilerie⁠(d) și inginerie. Groves a simțit la Oppenheimer și ceva ce mulți alții nu aveau, o „ambiție arogantă”, care Groves considera că va furniza motivația necesară pentru a împinge proiectul spre succes. Isidor Rabi considera numirea „o adevărată lovitură de geniu din partea generalului Groves, care nu era în general considerat a fi un geniu”.
Oppenheimer și Groves au hotărât că, pentru a avea securitate și coeziune, au nevoie de un laborator secret și centralizat de cercetare într-o locație izolată. Căutând un posibil sit, la sfârșitul anului 1942, Oppenheimer a fost atras de locuri din New Mexico, nu departe de ferma lui. Pe 16 noiembrie 1942, Oppenheimer, Groves și alții au vizitat un potențial amplasament. Oppenheimer se temea că stâncile înalte din jurul locului i-ar face oamenii să se simtă claustrofobi, în timp ce inginerii erau îngrijorați de posibilitatea unor inundații. Apoi, el a sugerat și a promovat un sit pe care îl știa bine: o mesa plată în apropiere de Santa Fe, New Mexico, unde funcționa o școală privată pentru băieți numită Los Alamos Ranch School⁠(d). Inginerii erau îngrijorați de drumurile de acces slabe și de alimentarea cu apă, dar altfel îl considerau ideal. Laboratorul Los Alamos a fost construit pe locul școlii, preluând unele dintre clădirile sale, în timp ce multe altele au fost ridicate în mare grabă. Acolo, Oppenheimer a adunat un grup de fizicieni de top ai vremii, pe care i-a denumit luminaries.
Inițial, Los Alamos trebuia să fie un laborator militar, și Oppenheimer și alți cercetători urmau să fie încadrați în Armată. El a mers până într-acolo încât și-a comandat pentru el însuși o uniformă de locotenent-colonel și a dat probele fizice pentru Armată, dar nu le-a trecut. Medicii militari l-au considerat subponderal, la 58 kg, l-au diagnosticat tusea cronică drept tuberculoză și erau îngrijorați de durerile lui articulare lombo-sacrale⁠(d) cronice. Planul de a încadra oamenii de știință ca militari a căzut atunci când Robert Bacher⁠(d) și Isidor Rabi s-au opus ideii. Conant, Groves, și Oppenheimer au conceput un compromis prin care laboratorul era operat de Universitatea din California sub contract cu Departamentul de Război⁠(d). În curând, s-a dovedit că Oppenheimer subestimase cu mult amploarea proiectului; Los Alamos a crescut de la câteva sute de oameni în 1943 la peste 6.000 în 1945.

Oppenheimer a avut la început probleme cu împărțirea organizatorică a grupurilor mari, dar a învățat rapid arta administrării întreprinderilor de mari dimensiuni, după ce s-a mutat permanent pe mesa. A fost remarcat pentru felul cum stăpânea toate aspectele științifice ale proiectului și pentru eforturile sale de a controla inevitabilele conflicte culturale între oamenii de știință și militari. El a fost o figură emblematică pentru colegii lui oameni de știință, precum și un simbol a ceea ce se dorea a fi un director științific. Victor Weisskopf s-a exprimat astfel:
„Oppenheimer coordona aceste studii, teoretice și experimentale, în sensul real al cuvintelor. Aici, viteza lui neegalată de înțelegere a principalelor puncte ale oricărui subiect a fost un factor decisiv; el se putea pune la curent cu detaliile esențiale ale oricărei părți a proiectului.

Nu îndruma din biroul lui. Era prezent, fizic și intelectual, în fiecare pas decisiv. Era prezent în laborator sau în sălile de seminar, când se măsura un nou efect, când se concepea o nouă idee. Nu că ar fi contribuit cu multe idei ori sugestii; uneori contribuia, dar principala sa influență provenea din altă parte. Continua și intensa lui prezență era cea care ne producea tuturor o senzație de participare directă; crea acea atmosferă unică de entuziasm și provocare ce emana din tot locul în vremea aceea.”

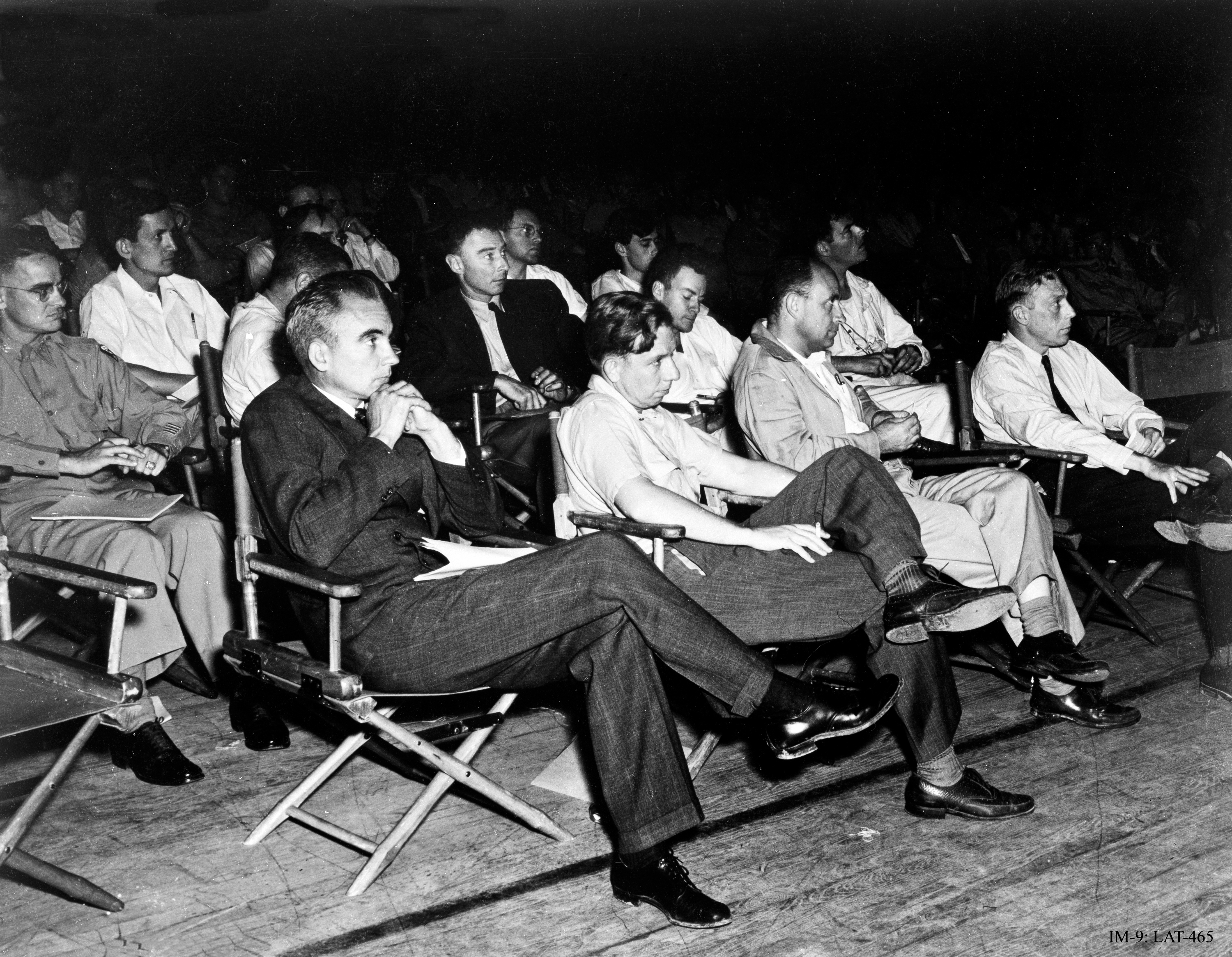
Un grup de fizicieni la colocviul din 1946 de la Los Alamos despre. În primul rând sunt,, Enrico Fermi și J. M. B. Kellogg. În spatele lui Manley este Oppenheimer (cu sacou și cravată), iar în stânga lui este Richard Feynman. Colonelul din Forțele Terestre din extrema stângă este. În al treilea rând între Haywood și Oppenheimer este Edward Teller.

În 1943, eforturile de dezvoltare au fost direcționate către o armă cu fisiune de tip pistol⁠(d) cu plutoniu numită „Thin Man⁠(d)” („Slabul”). Cercetările inițiale cu privire la proprietățile plutoniului au fost efectuate folosind plutoniu-239⁠(d) generat în ciclotron, care era extrem de pur, dar care putea fi produs doar în cantități mici. Când Los Alamos a primit primul eșantion de plutoniu de la X-10 Grafit Reactor⁠(d) în aprilie 1944, s-a descoperit o problemă: plutoniul produs în reactor avea o concentrație mai mare de plutoniu-240⁠(d), ceea ce-l făcea impropriu pentru utilizarea într-o armă de tip pistol. În iulie 1944, Oppenheimer a abandonat designul tip pistol design în favoarea unei arme de tip implozie⁠(d). Folosind lentile explozive⁠(d) chimice, o sferă sub-critică de material radioactiv putea fi comprimată într-o formă mai mică și mai densă. Metalul trebuia să se deplaseze doar pe distanțe foarte scurte, astfel încât masa critică ar fi asamblată în mult mai puțin timp. În august 1944, Oppenheimer a implementat o amplă reorganizare a laboratorului Los Alamos pentru a se concentra pe implozie. El a concentrat eforturile de dezvoltare a dispozitivului de tip pistol, un design simplu, care trebuia să lucreze doar cu uraniu-235⁠(d), într-un singur grup, iar acest dispozitiv a devenit Little Boy („Băiețelul”) în februarie 1945. După un efort-mamut de cercetare, proiectul mai complex al dispozitivului cu implozie, cunoscut sub numele de „Christy gadget” după Robert F. Christy⁠(d), un alt student al lui Oppenheimer, a fost finalizat într-o ședință în biroul lui Oppenheimer pe 28 februarie 1945.
În mai 1945, a fost înființat un Comitet Interimar⁠(d) pentru a consilia și raporta pe teme de politici din timpul războiului și de după război cu privire la utilizarea energiei nucleare. Comitetul Interimar, la rândul său, a înființat un grup științific format din Arthur Compton, Fermi, Lawrence și Oppenheimer, pentru a consilia pe probleme științifice. În prezentarea făcută de acesta în fața Comitetului Interimar, grupul științific și-a oferit opinia nu doar despre efectele fizice  susceptibile ale unei bombe atomice, ci și despre natură militară și impactul  politic. A inclus și opinii despre probleme sensibile cum ar fi dacă ar fi sau nu cazul ca Uniunea Sovietică să fie informată de armă înainte de utilizarea ei împotriva Japoniei.

### Trinity

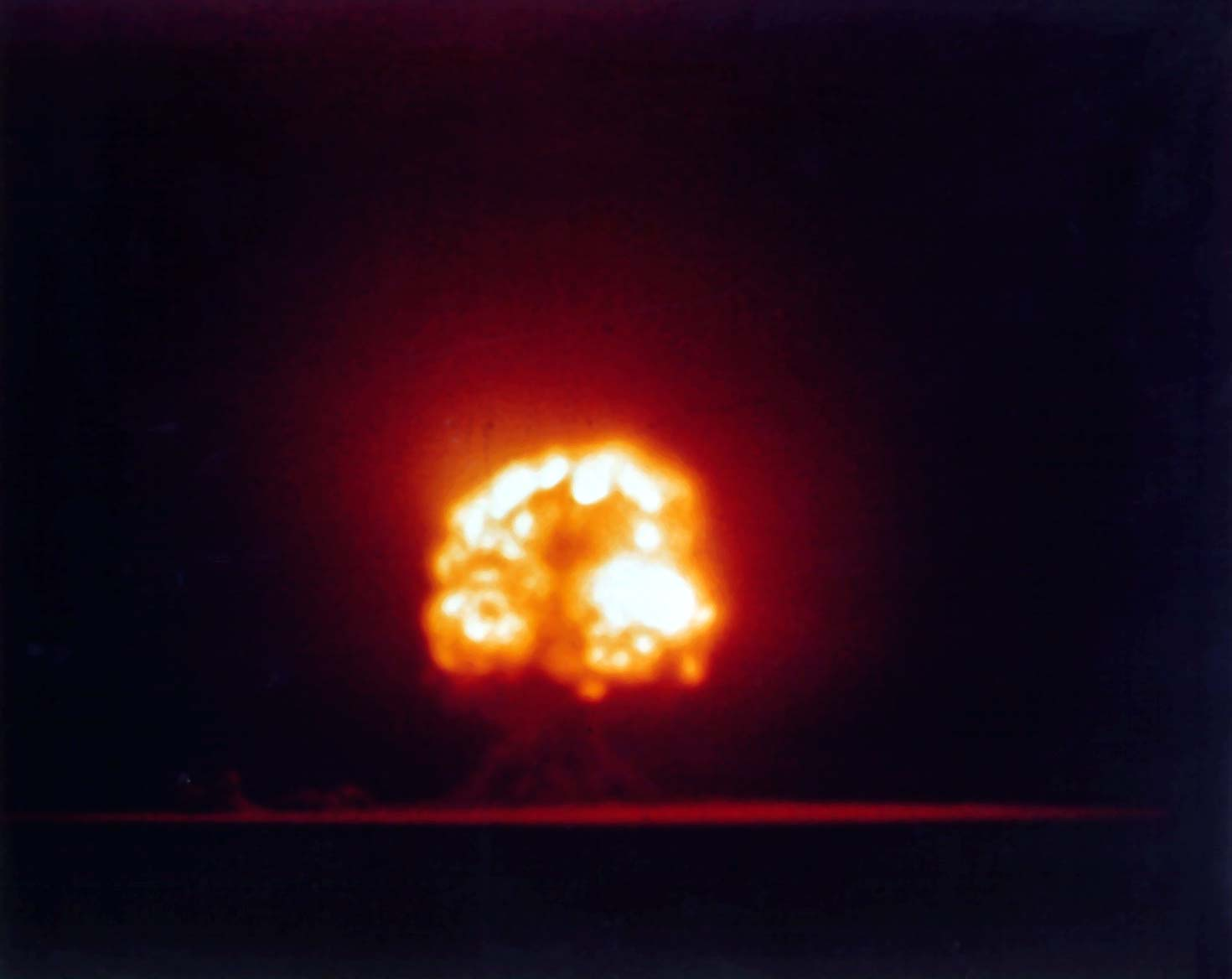
Sfera de foc a testului nuclear Trinity

Munca în comun a oamenilor de știință de la Los Alamos a dus la prima explozie nucleară artificială lângă Alamogordo pe 16 iulie 1945, pe un loc căruia Oppenheimer îi dăduse numele de cod „Trinity” la mijlocul anului 1944. Mai târziu, el a spus că acest nume vine de la unul dintre Sfintele Sonete ale lui John Donne. Potrivit istoricului Gregg Herken, această denumire ar fi putut fi o aluzie la Jean Tatlock, care s-a sinucis cu câteva luni în urmă și care îi făcuse introducerea lui Oppenheimer în opera lui Donne în 1930. Oppenheimer și-a reamintit ulterior că, în timp ce observa explozia, s-a gândit la un verset din Bhagavad-Gita (XI,12):
„Dacă lumina a o mie de sori ar fi să explodeze deodată pe cer, ar fi ca splendoara celui puternic ...”
Mulți ani mai târziu, el avea să explice că tot atunci i-a venit în minte și un alt verset: și anume, celebrul verset:
"kālo'smi lokakṣayakṛtpravṛddho lokānsamāhartumiha pravṛttaḥ" (XI,32), pe care el l-a tradus ca „sunt prefăcut în Moarte, distrugătorul lumilor.”

În 1965, a fost convins să citeze acest verset din nou pentru o emisiune de televiziune:
„Știam că lumea nu avea să mai fie la fel. Câțiva oameni au râs, câțiva au plâns. Majoritatea tăceau. Eu mi-am amintit versetul din scriptura hindusă, Bhagavad Gita;  Vishnu încearcă să-l convingă pe Prinț⁠(d) că trebuie să-și facă datoria și, pentru a-l impresiona, își ia forma cu multe brațe⁠(d) și spune: «Acum sunt prefăcut în Moarte, distrugătorul lumilor». Presupun că toți gândeam așa ceva, într-un fel sau altul.”

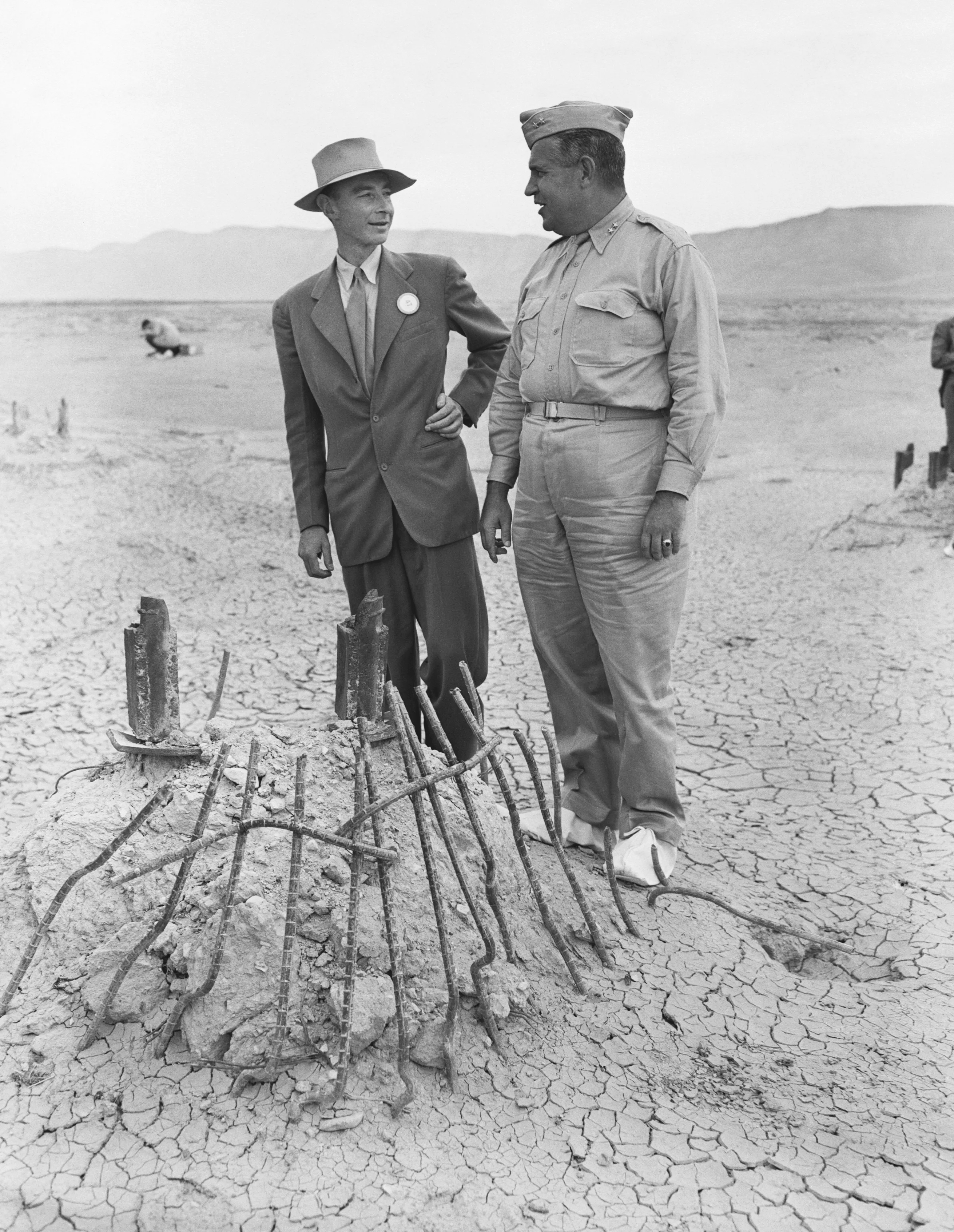
Oppenheimer și Groves la rămășițele turnului folosit la testul Trinity. Oppenheimer poartă caracteristica pălărie pork pie; galoșii albi de panză împiedicau lipirea de tălpile pantofilor.

Potrivit fratelui său, la acea dată Oppenheimer ar fi exclamat pur și simplu: „A funcționat”. O relatare contemporană a generalului de brigadă Thomas Farrell⁠(d), care a fost prezent în buncărul de control de la fața locului împreună cu Oppenheimer, a rezumat reacția lui după cum urmează:
„Dr. Oppenheimer, pe umerii căruia stătea o povară foarte grea, s-a încordat și mai mult când ticăiau ultimele secunde. Abia dacă respira. S-a ținut de un stâlp ca să se sprijine. În ultimele câteva secunde, s-a uitat drept înainte și când crainucul a strigat „Acum!” și a apărut acea enormă explozie de lumină, urmată la scurt timp de uruitul adânc al exploziei, chipul i s-a relaxat într-o expresie de uriașă ușurare.”
Fizicianul Isidor Rabi a observat triumfalismul deconcertant al lui Oppenheimer: „nu voi uita niciodată mersul lui; nu voi uita niciodată felul în care a ieșit din mașină ... , mersul lui era ca High Noon ... genul acesta de pas. Reușise.” La o adunare ținută la Los Alamos pe 6 august (în seara bombardamentelui atomic de la Hiroshima), Oppenheimer a urcat pe scenă și și-a împreunat  mâinile „ca un boxer câștigător”, în timp ce mulțimea îl aclama. El a menționat că arma nu au fost disponibilă la timp pentru a fi folosită împotriva Germaniei Naziste. Cu toate acestea, ca și multe persoane care lucraseră la proiect, el a fost foarte supărat de bombardamentul de la Nagasaki, care nu i se mai părea necesar din punct de vedere militar. El a mers până la Washington pe 17 august, pentru a-i înmâna o scrisoare secretarului de război, Henry L. Stimson, în care își exprima repulsia și dorința ca armele nucleare să fie interzise. În octombrie 1945, lui Oppenheimer i s-a acordat o audiență la președintele Harry S. Truman. Întâlnirea a mers însă rău, după ce Oppenheimer a făcut remarca că simte că are „sânge pe mâini”. Remarca l-a înfuriat pe Truman, care a pus capăt întâlnirii. Truman a spus mai târziu subsecretarului de stat Dean Acheson că „nu vreau să văd pe nesuferitul ăla în biroul ăsta vreodată.”
Pentru serviciile sale ca director al laboratorului Los Alamos, Oppenheimer a fost distins cu Medalia pentru Merit⁠(d) de președintele Harry S. Truman, în 1946.

## Activitățile de după război
Proiectul Manhattan a ajuns la cunoștința publicului după bombardamentele de la Hiroshima și Nagasaki, și Oppenheimer a devenit purtătorul de cuvânt național al științei care era emblematică pentru un nou tip de putere tehnocrată. El a devenit un nume comun și chipul lui a apărut pe coperțile revistelor Life și Time. Fizica nucleară a devenit o forță puternică, toate guvernele din lume începând să înțeleagă puterea strategică și politică ce reieșea din armele nucleare. Ca mulți oameni de știință din generația sa, el a simțit că securitatea față de distrugerile produse de bombele atomice poate veni numai dintr-o organizație transnațională, cum era nou înființata Organizație a Națiunilor Unite, care putea institui un program de înăbușire a unei curse de înarmare nucleară⁠(d).

### Institutul pentru studii Avansate
În noiembrie 1945, Oppenheimer a plecat de la Los Alamos pentru a reveni la Caltech, dar în curând a constatat că nu mai era atras de predare. În 1947, el a acceptat o ofertă de la Lewis Strauss⁠(d) pentru a prelua postul de director al Institutului pentru Studii Avansate din Princeton, New Jersey. Acest lucru a însemnat mutarea în est și despărțirea de Ruth Tolman, soția prietenului său Richard Tolman, cu care el începuse o relație după ce a plecat de la Los Alamos. Serviciul nou venea cu un salariu de 20.000 de dolari pe an, plus cazare gratuită în casa directorului, o vilă din secolul al XVII-lea cu bucătar și grădinar⁠(d), înconjurată de 107 ha de păduri.

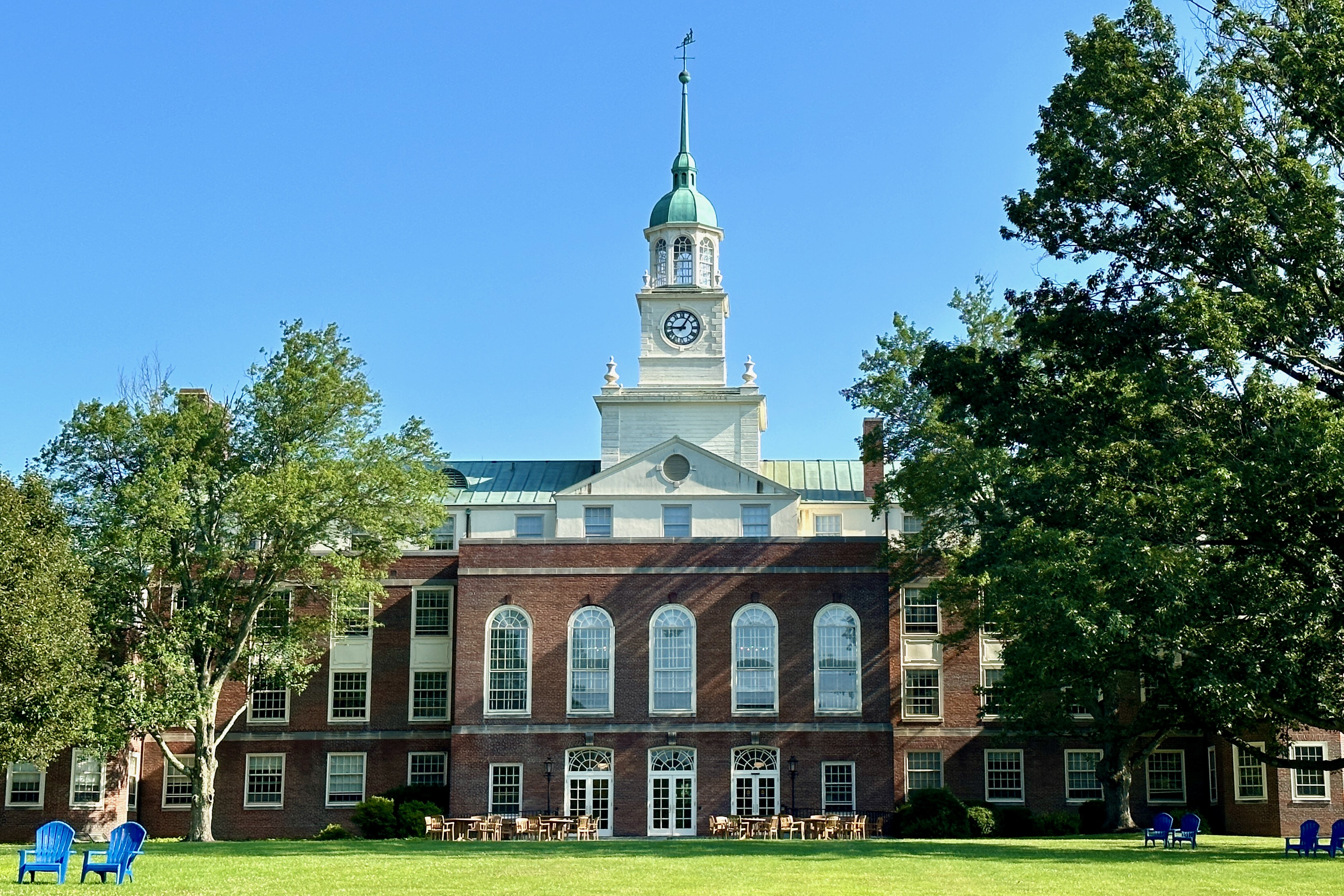
Institutul pentru Studii Avansate din Princeton, New Jersey

Oppenheimer a adunat intelectuali aflați la apogeul abilităților și dintr-o varietate de discipline pentru a răspunde la cele mai multe întrebări pertinente ale epocii. El a îndrumat și a încurajat cercetarea multor oameni de știință cunoscuți, între care Freeman Dyson, și duo-ul Chen Ning Yang și Tsung-Dao Lee, care au câștigat un Premiu Nobel pentru descoperirea neconservării parității⁠(d). El a și instituit un program de membership temporar pentru oamenii de știință din disciplinele umane, precum T. S. Eliot și George F. Kennan. Unele dintre aceste activități displăceau câtorva membri ai catedrei de matematică, care doreau ca institutul să rămână un bastion al cercetării științifice pure. Abraham Pais a spus că Oppenheimer însuși credea că unul dintre eșecurile sale la institut a constat în imposibilitatea de a aduce împreună savanți din domeniile științelor naturale și umaniste.
O serie de conferințe la New York, din 1947 până în 1949 i-a readus pe fizicieni înapoi de la munca din timpul războiului la problemele teoretice. Sub îndrumarea lui Oppenheimer, fizicienii au abordat cea mai mare problemă nerezolvată din anii dinainte de război: expresii infinite, divergente, și nonsensice în electrodinamica cuantică a particulelor elementare. Julian Schwinger, Richard Feynman și Shin'ichiro Tomonaga au abordat problema regularizării⁠(d), și au dezvoltat tehnici care au devenit cunoscute sub numele de renormalizare⁠(d). Freeman Dyson a reușit să demonstreze că procedurile lor dau rezultate similare. S-a abordat și problema absorbției mezonilor și teoria lui Hideki Yukawa a mezonilor ca particule purtătoare ale forței nucleare tari. Întrebările de sondaj puse de Oppenheimer l-au determinat pe Robert Marshak⁠(d) să emită inovatoarea ipoteză a celor doi mezoni: că există de fapt două tipuri de mezoni, pionii și miuonii. Aceasta a dus la descoperirea lui Cecil Frank Powell și, ulterior, la Premiul Nobel pentru descoperirea pionului.

### Comisia pentru Energie Atomică
Ca membru al Consiliului de Consultanți al unui comitet numit de Truman, Oppenheimer a influențat puternic raportul Acheson–Lilienthal⁠(d). În acest raport, comisia a pledat pentru crearea unei Autorități  Internaționale pentru Dezvoltare Atomică, care să dețină tot materialul fisionabil și toate mijloacele de producție, cum ar fi minele și laboratoarele, precum și centrale atomice unde ar putea fi utilizată pentru producția de energie în scopuri pașnice. Bernard Mannes Baruch⁠(d) a fost numit pentru a traduce acest raport într-o propunere adresată Organizației Națiunilor Unite, care a dus la Planul Baruch⁠(d) din 1946. Planul Baruch a introdus multe dispoziții suplimentare cu privire la aplicarea legislației, în special cu impunerea unor inspecții asupra resurselor de uraniu din Uniunea Sovietică. Planul Baruch a fost văzut ca o încercare de a menține monopolul nuclear al Statelor Unite și a fost respinsă de către sovietici. Cu aceasta, a devenit clar pentru Oppenheimer că o cursă a înarmărilor era inevitabilă, datorită suspiciunii reciproce dintre Statele Unite și Uniunea Sovietică, în care și Oppenheimer începea să-și piardă încrederea.

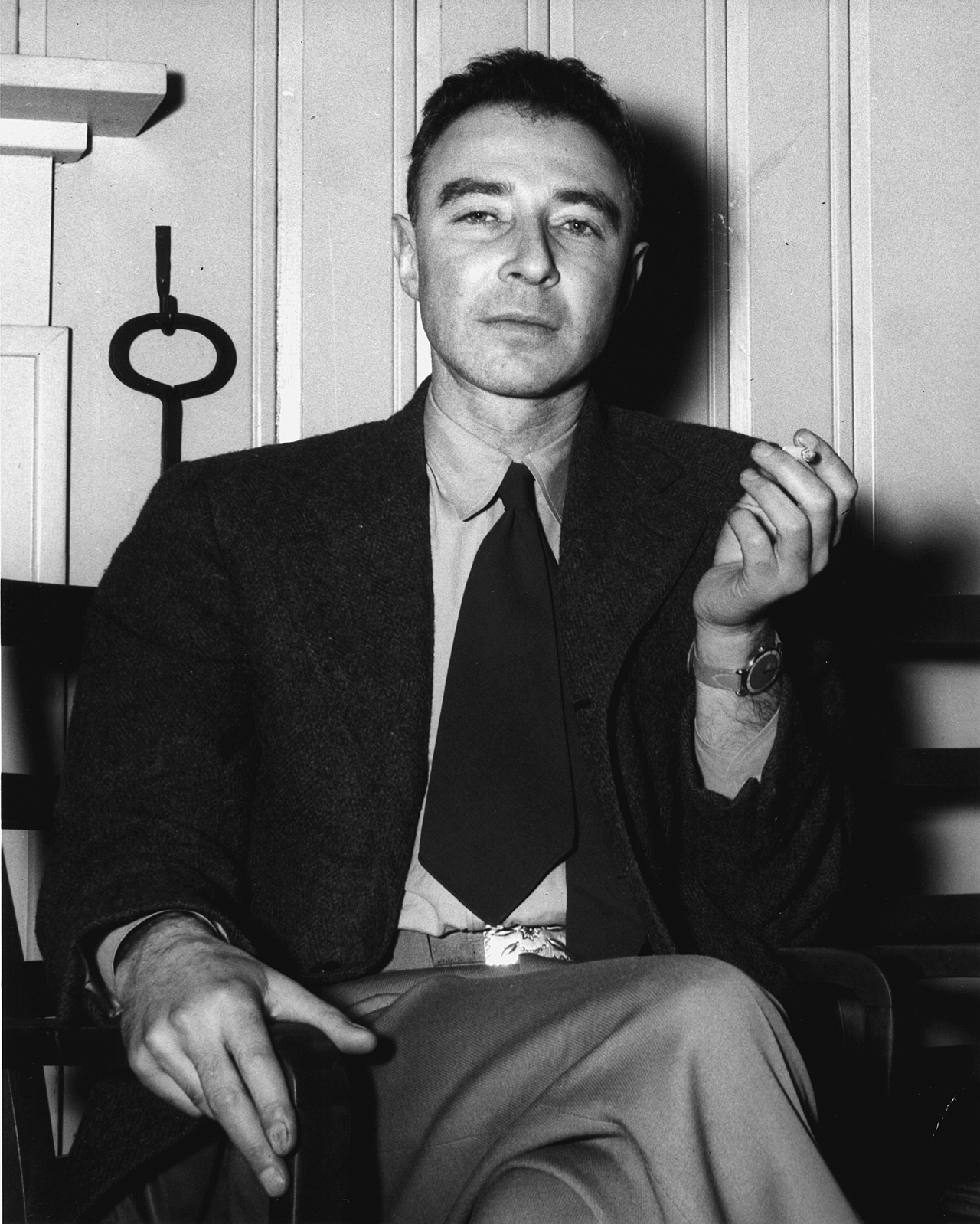
Oppenheimer cu nelipsita sa țigaretă în 1946

După ce s-a înființat Comisia pentru Energie Atomică (AEC) în 1947, ca agenție civilă ce controlează cercetările nucleare și problematica armelor nucleare, Oppenheimer a fost numit președinte al Comitetului său General Consultativ (GAC). Din acest post, el a oferit consiliere pe mai multe probleme legate de armele nucleare, inclusiv finanțare a proiectelor, construcție de laboratoare și chiar politică internațională—deși sfaturile date de GAC nu au fost întotdeauna luate în seamă. În calitate de președinte al GAC, Oppenheimer a făcut lobby puternic pentru controlul internațional asupra armamentelor și pentru finanțarea activităților științifice de bază, și a încercat să influențeze politica în sensul îndepărtării de cursa înarmărilor. Atunci când guvernul a lansat întrebarea dacă să urmeze un program de urgență pentru a dezvolta o armă atomică bazată pe fuziunea nucleară— bomba cu hidrogen⁠(d)—Oppenheimer a recomandat la început împotriva ideii, deși el susținuse dezvoltarea unei astfel de arme în timpul Proiectului Manhattan. El a fost motivat în parte de probleme etice, de sentimentul că astfel de arme ar putea fi folosite doar strategic împotriva țintelor civile, ceea ce ar duce la milioane de morți. El a fost însă motivat și de preocupările practice, anume că la momentul respectiv nu era viabil designul pentru o bombă cu hidrogen. Oppenheimer a simțit că resursele ar fi mai bine cheltuite creând un arsenal cu multe arme cu fisiune. El și alții au fost deosebit de preocupați de deturnarea reactoarelor nucleare de la producția de plutoniu la cea de tritiu. Truman a trecut peste recomandările lor, el anunțând un program rapid de dezvoltare după ce Uniunea Sovietică a testat prima bombă atomică în 1949. Oppenheimer și alți adversari ai proiectului din GAC, în special James Conant, s-au simțit marginalizați personal și s-au gândit să se retragă din comisie. Au rămas, deși opiniile lor cu privire la bomba cu hidrogen erau bine cunoscute.

În 1951 însă, Edward Teller și matematicianul Stanislaw Ulam au dezvoltat ceea ce a devenit cunoscut ca proiectul Teller-Ulam de bombă cu hidrogen. Acest nou design părea fezabil din punct de vedere tehnic și Oppenheimer și-a schimbat opinia despre dezvoltarea armei. După cum și-a amintit mai târziu:
„Programul pe care îl aveam în 1949 era o chestie forțată despre care se putea ușor spune că nu prea are sens din perspectivă tehnică. Deci se putea spune că nu era de dorit, chiar dacă era posibil. Programul din 1951 era așa frumos din punct de vedere tehnic că nu se putea pune problema asta. Au mai rămas doar problemele pur militare, politice și umane despre ce aveam să facem cu ea odată ce urma să o avem.”

### Audierile de securitate
FBI sub conducerea lui J. Edgar Hoover îl urmărea pe Oppenheimer încă dinainte de război, când el dădea dovadă de simpatii comuniste ca profesor la Berkeley și era apropiat de membri ai Partidului Comunist, inclusiv soția și fratele său. El a fost sub supraveghere încă de la începutul anilor 1940, cu domiciliul și biroul ascultate cu microfoane, convorbirile telefonice interceptate și corespondența deschisă. FBI a furnizat adversarilor politici ai lui Oppenheimer dovezi incriminatoare despre legăturile sale comuniste. Printre acești adversari se numărau Strauss, un comisar AEC care avea de multă vreme resentimente față de Oppenheimer, atât pentru activitatea sa de opoziție față de bomba cu hidrogen, cât și pentru umilirea lui Strauss în fața Congresului cu câțiva ani în urmă; în ceea ce privește opoziția lui Strauss față de exportul de izotopi radioactivi către alte țări, Oppenheimer le clasificase în mod memorabil ca fiind „mai puțin importante decât dispozitivele electronice, dar mai importante decât, să zicem, vitaminele”.

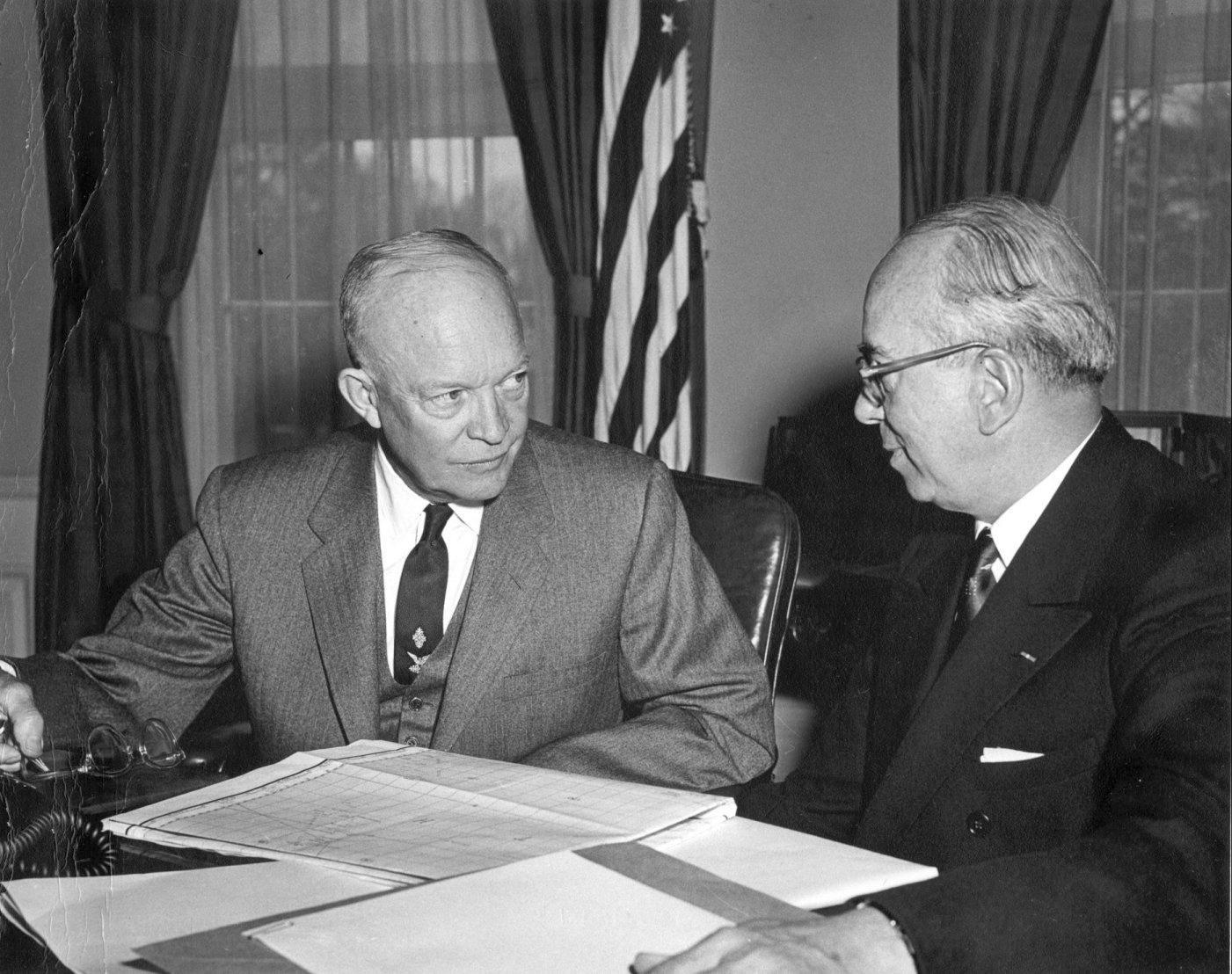
Președintele Dwight D. Eisenhower primește un raport din partea lui, președintele, cu privire la de testare a bombei cu hidrogen în Pacific, 30 martie 1954. Strauss a insistat pentru revocarea drepturilor de acces ale lui Oppenheimer.

Pe 7 iunie 1949, Oppenheimer a depus mărturie în fața Comisii de Activități Neamericane a Camerei Reprezentanților⁠(d) (HUAC), unde a recunoscut că a avut legături cu Partidul Comunist în anii 1930. El a mărturisit că unii dintre elevii săi, între care David Bohm⁠(d), Giovanni Rossi Lomanitz⁠(d), Philip Morrison⁠(d), Bernard Peters și Joseph Weinberg, erau comuniști în perioada când lucrau cu el la Berkeley. Frank Oppenheimer și soția lui, Jackie, au depus mărturie în fața HUAC și au recunoscut că au fost membri ai Partidului Comunist. Frank a fost ulterior concediat din postul său de la Universitatea din Minnesota. Neputând găsi de lucru mai mulți ani în fizică, el a devenit, în schimb, crescător de vite în Colorado. Mai târziu, el a predat fizica la liceu și a fost fondatorul Exploratoriumului⁠(d) din  San Francisco.
Oppenheimer s-a găsit el însuși în mijlocul mai multor controverse și lupte pentru putere în anii dintre 1949 și 1953. Edward Teller, care era atât de dezinteresat de munca la bomba atomică de la Los Alamos în timpul războiului încât Oppenheimer i-a lăsat timp să lucreze la propriul său proiect de bombă cu hidrogen, plecase în cele din urmă de la Los Alamos în 1951 pentru a ajuta la fondarea, în 1952, a unui al doilea laborator care avea să devină Laboratorul Național Lawrence Livermore. Acolo, el putea fi liber de controlul de la Los Alamos pentru a dezvolta bomba cu hidrogen. Armele termonucleare „strategice” cu rază lungă purtate de bombardiere cu reacție aveau să fie obligatoriu sub controlul noii Forțe Aeriene a Statelor Unite (USAF). Oppenheimer promovase de câțiva ani arme nucleare „tactice” mai mici care ar fi fost mai utile împotriva trupelor inamice pe un teatru de operațiuni limitat și care s-ar fi aflat sub controlul Forțelor Terestre. Cele două ramuri s-au luptat pentru controlul armelor nucleare, de multe ori aliate cu diferite partide politice. USAF, avându-l pe Teller în spatele programului său, a câștigat legături în administrația Republicană, în urma alegerii lui Dwight D. Eisenhower ca președinte în 1952.
Strauss și senatorul Brien McMahon⁠(d), autorul Legii McMahon⁠(d) din 1946, l-au presat pe Eisenhower să-i revoce lui Oppenheimer drepturile de acces. La 21 decembrie 1953, Strauss i-a spus lui Oppenheimer că autorizația i-a fost suspendată, în așteptarea soluționării unei serii de acuzații prezentate într-o scrisoare, și a discutat despre demisia lui. Oppenheimer a ales să nu demisioneze și a solicitat o audiere. Acuzațiile au fost prezentate într-o scrisoare a lui Kenneth Nichols⁠(d), directorul general al AEC. Audierea care a urmat, în aprilie–mai 1954, care a fost inițial confidențială și nu a fost făcută publică, s-a axat pe legăturile comuniste din trecutul lui Oppenheimer și pe asocierea lui în timpul Proiectului Manhattan cu oameni de știință bănuiți a fi neloiali sau comuniști. Departamentul de Energie⁠(d) al SUA a făcut public textul integral al stenogramei în octombrie 2014.

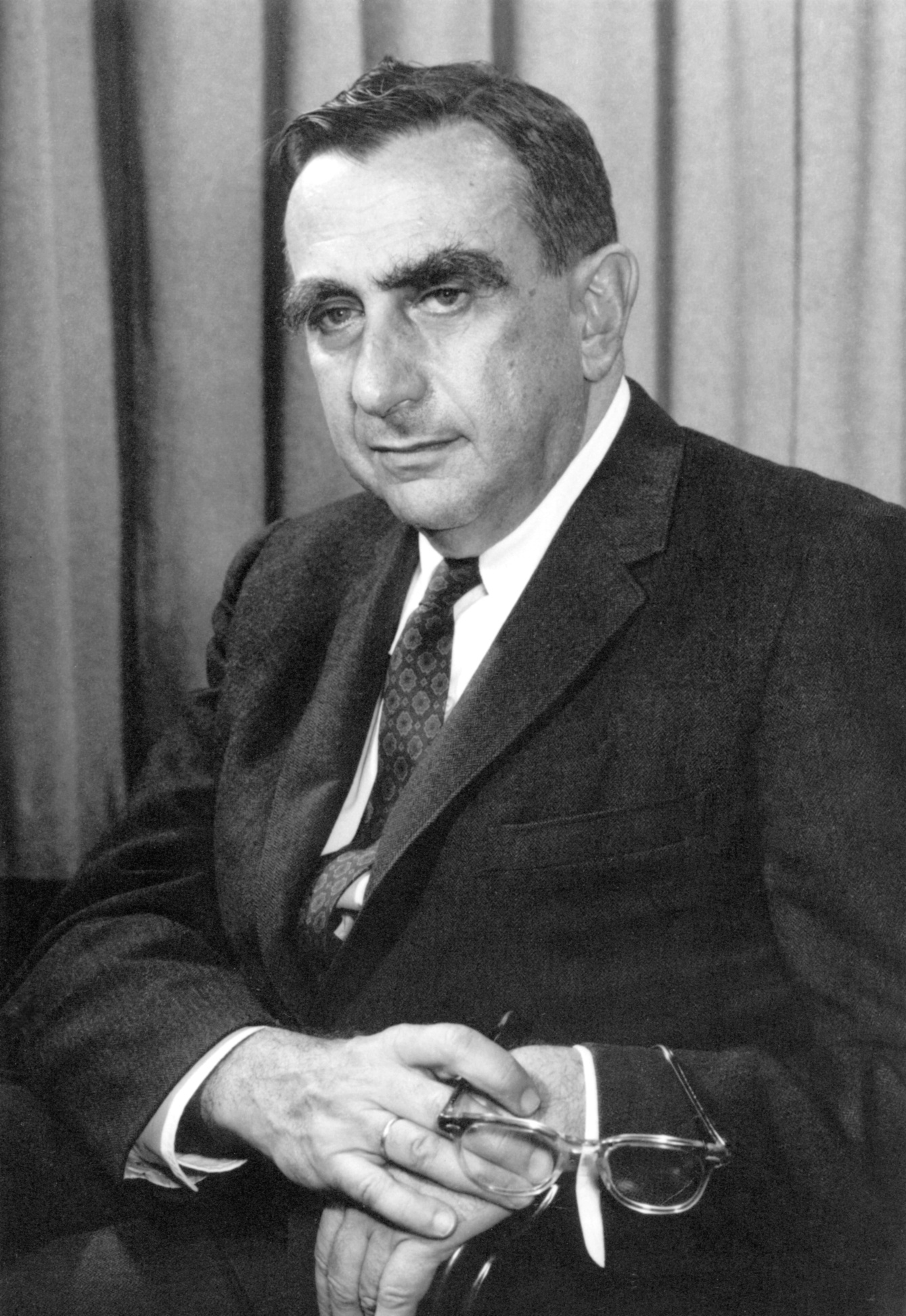
Fostul coleg al lui Oppenheimer, fizicianul Edward Teller, a depus mărturie în numele guvernului la audierea de securitate a lui Oppenheimer în 1954.

Unul dintre elementele-cheie în această audiere a fost prima mărturie a lui Oppenheimer despre abordarea de către George Eltenton a mai multor oameni de știință de la Los Alamos, o poveste pe care Oppenheimer a mărturisit că o fabricase pentru a-l proteja pe prietenul lui, Haakon Chevalier. Oppenheimer nu știa că ambele versiuni au fost înregistrate în timpul interogării sale cu un deceniu înainte. El a fost surprins în boxa martorilor cu aceste stenograme, pe care el nu avusese ocazia să le revizuiască. De fapt, Oppenheimer nu-i spusese lui Chevalier că a dat numele lui, și mărturia l-a costat pe Chevalier locul de muncă. Atât Chevalier cât și Eltenton au recunoscut că i-au menționat că dispun de o modalitate de a transmite informații sovieticilor, Eltenton recunoscând că i-a spus acest lucru lui Chevalier și Chevalier că i-a menționat aceasta lui Oppenheimer, dar amândoi au pus chestiunea în termeni de bârfă și au negat orice idee sau sugestie de trădare sau gânduri de spionaj, fie planificate fie înfăptuite. Niciunul nu a fost vreodată condamnat pentru vreo infracțiune.

Teller a mărturisit că el îl consideră pe Oppenheimer loial, dar că: 
„Într-un număr mare de cazuri, l-am văzut pe dr. Oppenheimer acționând—am înțeles că dr. Oppenheimer a acționat—într-o manieră care pentru mine era deosebit de greu de înțeles. Eram în dezacord cu dânsul pe numeroase probleme și acțiunile lui mi se păreau mie, sincer să fiu, confuze și complicate. În acest sens, simt că aș dori să văd interesele vitale ale acestei țări în mâinile cuiva pe care îl înțeleg mai bine, și deci în care am mai multă încredere. În acest sens foarte limitat aș dori să exprim un sentiment că m-aș simți personal mai în siguranță dacă chestiunile publice ar fi în mâinile altcuiva.”
 Aceasta a dus la indignarea comunității științifice și la expulzarea ulterioară a lui Teller din lumea academică științifică. Ernest Lawrence a refuzat să depună mărturie, pe motiv că suferă de un atac de colită ulcerativă, dar stenograma unui interviu în care îl condamna pe Oppenheimer a fost prezentat ca probă în absența lui. Groves, amenințat de FBI ca fiind suspect de mușamalizare a contactelor cu Chevalier din 1943 a depus și el mărturie împotriva lui Oppenheimer. Mulți oameni de stiință de rang înalt, precum și persoane din guvern și armată, au depus mărturie în favoarea lui Oppenheimer. Neconcordanțele din mărturia lui și comportamentul lui în boxa martorilor, unde la un moment dat a spus că spusese o „cock and bull story” și că aceasta a fost pentru că el „era un idiot”, i-a convins pe unii că era instabil, nesigur și un posibil risc de securitate. Drepturile de acces ale lui Oppenheimer au fost revocate cu o zi înainte de termenul la care oricum expirau. Comentariul lui Isidor Rabi a fost că Oppenheimer era doar un consultant al  guvernului la acea dată și că, dacă guvernul „nu vrea să consulte pe cineva, atunci să nu-l consulte”.
În timpul audierii sale, Oppenheimer a mărturisit de bunăvoie comportamentul de stânga al multor dintre colegii săi oameni de știință. Dacă drepturile de acces ale lui Oppenheimer nu ar fi fost revocate, atunci el ar fi fost amintit ca cineva care a „dat nume” ca să-și salveze reputația. În cele din urmă, Oppenheimer a fost văzut de majoritatea comunității științifice ca un martir să al McCarthyismului, un liberal eclectic care a fost pe nedrept atacat de dușmani dornici de război, un simbol al tranziției creativității științifice din mediul academic în armată. Wernher von Braun a rezumat opinia sa despre chestiune cu o ironie față de un comitet al Congresului: „În Anglia, Oppenheimer ar fi fost înnobilat.”
Într-un seminar la Institutul Woodrow Wilson din 20 mai 2009, pe baza unei ample analize a caietelor Vassiliev luate din arhivele KGB, John Earl Haynes, Harvey Klehr și Alexander Vassiliev au confirmat că Oppenheimer nu a fost implicat în spionaj pentru Uniunea Sovietică. KGB a încercat în mod repetat să-l recruteze, dar niciodată nu a reușit; Oppenheimer nu a trădat Statele Unite. În plus, el a dat afară din Proiectul Manhattan mai multe persoane cu simpatii pentru Uniunea Sovietică. Haynes, Klehr și Vassiliev au afirmat și că Oppenheimer „era, de fapt, un membru ascuns al CPUSA, în 1930”. Conform biografului Ray Monk: „el a fost, într-un sens foarte practic și real, un susținător al Partidului Comunist. Mai mult decât atât, în termeni de timp, efort și bani cheltuiți pe activități ale Partidului, el a fost un susținător foarte devotat”.

## Ultimii ani de viață și moartea
Începând din 1954, Oppenheimer și-a petrecut mai multe luni pe an pe insula Saint John⁠(d) din Insulele Virgine Americane. În 1957, el a cumpărat o parcelă de 0,81 ha pe Plaja Gibney⁠(d), unde și-a construit o casă modestă pe plajă. Și-a petrecut mult timp navigând cu fiica lui, Toni, și cu soția, Kitty.

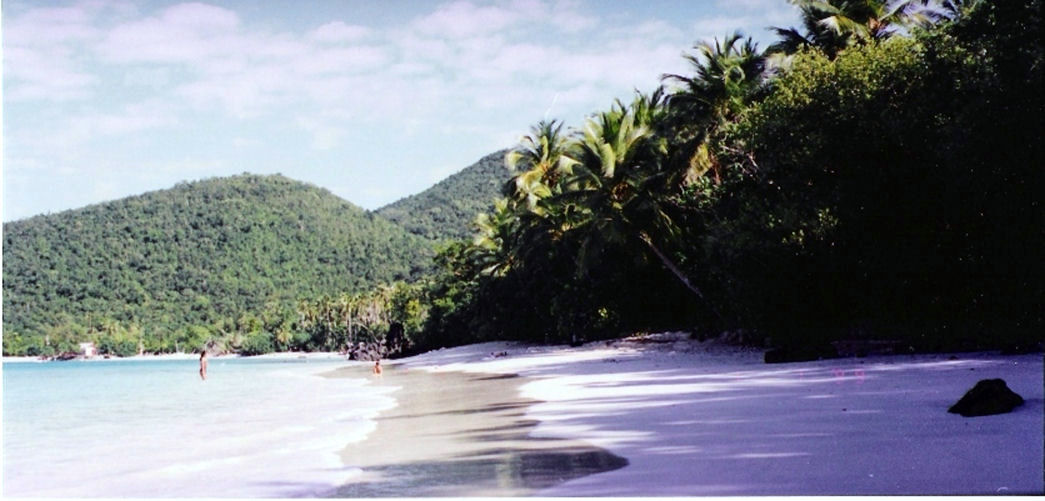
Plaja Oppenheimer, din, Insulele Virgine Americane

Din ce în ce mai îngrijorați cu privire la potențialul pericol pentru umanitate care decurge din descoperirile științifice, Oppenheimer s-a alăturat în 1960 lui Albert Einstein, Bertrand Russell, Joseph Rotblat și alți oameni de știință și academicieni eminenți pentru a înființa ceea ce avea în cele din urmă să devină Academia Mondială de Artă și Știință⁠(d). După umilirea în public, el nu a semnat marile proteste  deschise împotriva armelor nucleare din anii 1950, între care manifestul Russell–Einstein din 1955, nici nu a participat, deși invitat, la prima Conferință Pugwash de Știință și Afaceri Mondiale, în 1957.
În discursurile și scrierile publice, Oppenheimer a continuat să sublinieze dificultatea de a gestiona puterea cunoașterii într-o lume în care libertatea științei de a face schimb de idei era din ce în ce mai mult îngrădită de preocupările politice. Oppenheimer a ținut în 1953 la BBC prelegerile Reith⁠(d), care au fost ulterior publicate sub titlul Science and the Common Understanding. În 1955 Oppenheimer a publicat The Open Mind, o colecție de opt prelegeri ținute de el începând cu 1946 pe tema armelor nucleare și a culturii populare. Oppenheimer a respins ideea de diplomație a canonierelor nucleare. „Scopul acestei țări în domeniul politicii externe”, scria el, „nu poate fi realizat în nicio manieră reală sau de durată prin constrângere”. În 1957, filosofia și departamentele de psihologie de la Harvard l-au invitat pe Oppenheimer să țină prelegerile William James⁠(d). Un influent grup de absolvenți de la Harvard, condus de Edwin Ginn, din care făcea parte și Archibald Roosevelt⁠(d), a protestat împotriva deciziei. Circa 1200 de oameni s-au înghesuit în Memorial Hall⁠(d) să asculte cele șase prelegeri ale lui Oppenheimer, intitulate „The Hope of Order”. Oppenheimer a ținut prelegerile Whidden⁠(d) la Universitatea McMaster, în 1962. Acestea au fost publicate în 1964 sub titlul The Flying Trapeze: Three Crises for Physicists.

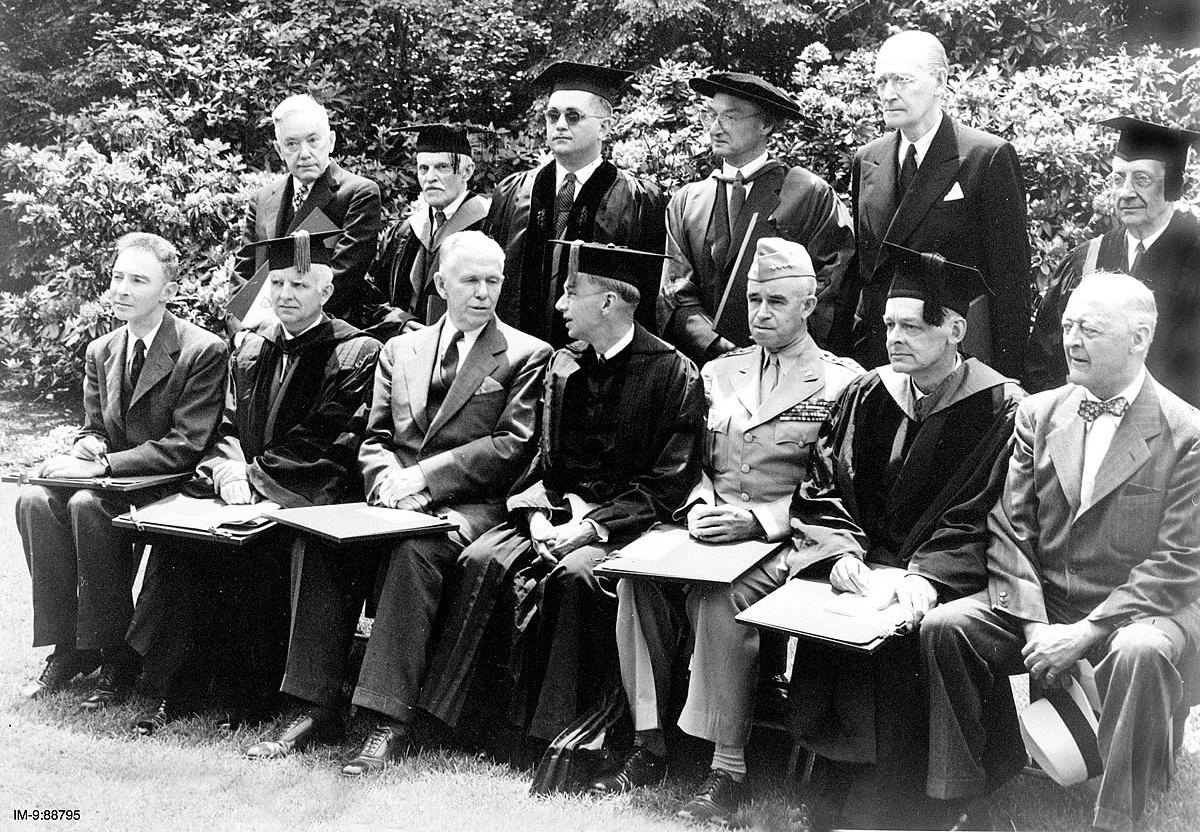
5 iunie 1947. Acordarea diplomelor de onoare de la Harvard pentru Oppenheimer (stânga), George C. Marshall (al treilea din stânga) și Omar N. Bradley (al cincilea din stânga). Președintele Universității Harvard, James Bryant Conant, stă între Marshall și Bradley.

Lipsit de putere politică, Oppenheimer a continuat să țină conferințe, să scrie și să lucreze în domeniul fizicii. El a fost în turneu prin Europa și Japonia, ținând cuvântări despre istoria științei, rolul științei în societate, și natura universului. În septembrie 1957, Franța l-a făcut ofițer al Legiunii de Onoare, și pe 3 mai 1962 a fost ales membru străin al Societății Regale⁠(d) din Regatul Unit. La îndemnul multora dintre amicii politici ai lui Oppenheimer care au ajuns la putere, președintele John F. Kennedy i-a acordat lui Oppenheimer în 1963 Premiul Enrico Fermi⁠(d) ca gest de reabilitare politică. Edward Teller, câștigătorul din anul precedent al premiului, recomandase și el să i se acorde lui Oppenheimer, în speranța că se va vindeca ruptura dintre ei. La puțin peste o săptămână după asasinarea lui Kennedy, succesorul său, președintele Lyndon Johnson, i-a prezentat lui Oppenheimer premiul „pentru contribuții la fizica teoretică, ca profesor și inițiator de idei, și pentru conducerea Laboratorului de la Los Alamos și a programului de energie atomică în timpul unor ani critici”. Oppenheimer i-a spus lui Johnson: „cred că este posibil, domnule președinte, că v-a trebuit puțină caritate și curaj pentru a acorda acest premiu astăzi.” Reabilitarea implicită conferită de premiu a fost parțial simbolică, întrucât Oppenheimer nu avea încă drepturi de acces și nu putea avea niciun efect asupra politicii oficiale, dar premiul venea cu o rentă neimpozabilă de 50.000 de dolari, ceea ce i-a indignat pe mulți congressmani republicani importanți. Văduva fostului președinte Kennedy, Jacqueline, care încă mai locuia în Casa Albă, a ținut să se întâlnească cu Oppenheimer să-i spună cât de mult a vrut soțul ei să-i dea o medalie. În timp ce încă era senator în 1959, Kennedy a avut un rol esențial la votul care i-a refuzat, la limită, inamicului lui Oppenheimer, Lewis Strauss, râvnitul post din guvern de secretar al comerțului⁠(d), ceea ce a încheiat cariera politică a lui Strauss. Aceasta s-a datorat parțial lobby-ului comunității științifice în numele lui Oppenheimer.
Lui Oppenheimer i s-a diagnosticat un cancer la gât spre sfârșitul lui 1965 și, după operații neconcludente, a făcut un tratament nereușit cu radiații și chimioterapie spre sfârșitul lui 1966. A intrat în comă pe 15 februarie 1967, și a murit în casa lui din Princeton, New Jersey, pe 18 februarie, la vârsta de 62 de ani. S-a ținut un serviciu memorial la Alexander Hall⁠(d) din Universitatea Princeton, o săptămână mai târziu, la care au participat 600 de asociați ai săi din lumea științifică, politică și militară, între care Bethe, Groves, Kennan, Lilienthal, Rabi, Smyth și Wigner. A fost prezent și Frank, fratele lui, și restul familiei, ca și istoricul Arthur M. Schlesinger Jr.⁠(d), romancierul John O'Hara⁠(d), și George Balanchine, director al New York City Ballet. Bethe, Kennan și Smyth au ținut scurte cuvântări. Oppenheimer a fost incinerat și cenușa a fost pusă într-o urnă. Kitty luat cenușa la St. John și a aruncat urna în mare de pe coastă, în apropiere de casa de pe plajă.
Când Kitty a murit de o infecție intestinală complicată de embolie pulmonară, în octombrie 1972, ferma Oppenheimer din New Mexico a fost moștenită de fiul lor, Peter, și proprietatea de pe plajă a fost moștenită de fiica lor, Katherine „Toni” Oppenheimer Silber. Lui Toni i s-au refuzat drepturile de acces pentru un post de translator la Națiunile Unite după ce FBI a ridicat acuzații mai vechi împotriva tatălui ei. În ianuarie 1977, la trei luni după sfârșitul celui de al doilea mariaj, ea s-a sinucis la vârsta de 32 de ani. Ea a lăsat proprietatea „locuitorilor din St. John pentru amenajarea unui parc și a unei zone de agrement”. Casa inițială, construită prea aproape de coastă, a fost distrusă de un uragan, dar astăzi, Guvernul Insulelor Virgine întrenține un centru comunitar în zonă.

## Memoria

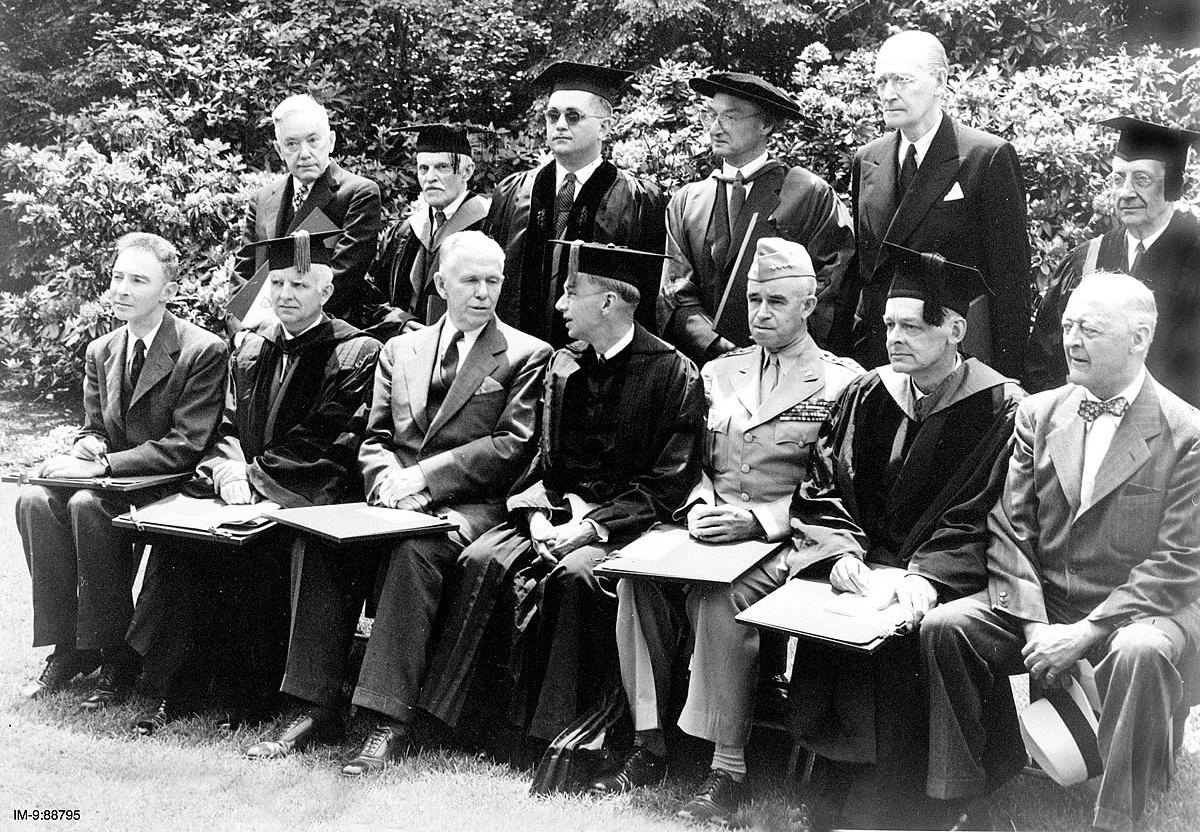
Laureații premiilor onorifice Harvard,. În rândul din față de la stânga: Oppenheimer; ; generalul George C. Marshall, președintele Universității Harvard James B. Conant; generalul Omar N. Bradley; T. S. Eliot.

Când Oppenheimer a fost înlăturat din poziția sa de influență politică în 1954, el simboliza pentru mulți nebunia oamenilor de știință care cred că pot controla modul în care alții se folosesc de cercetarea lor. El era văzut și ca simbolizând dilemele implicate de responsabilitatea morală a unui om de știință în lumea nucleară. Audierile au fost motivate atât de politică, întrucât Oppenheimer era văzut ca reprezentant al administrației anterioare, dar și de considerente personale care decurg din animozitățile lui cu Lewis Strauss. Motivul aparent pentru audiere și problematica care îl alinia pe Oppenheimer cu intelectualii liberali, opoziția lui Oppenheimer față de dezvoltarea bombei cu hidrogen, se baza în egală măsură pe motive tehnice și morale. Odată rezolvate considerentele tehnice⁠(d), el a susținut bomba cu hidrogen a lui Teller, deoarece credea că Uniunea Sovietică va construi și ea una în mod inevitabil. Nu s-a opus constant „vânătorii roșii” de la sfârșitul anilor 1940 și începutul anilor 1950, ci a depus mărturie împotriva unora dintre foștii săi colegi și studenți, atât înainte cât și în timpul audierii sale. Într-un incident, condamnabila lui mărturie împotriva fostului student Bernard Peters a fost transmisă selectiv presei. Istoricii au interpretat acest lucru ca o încercare a lui Oppenheimer de a-i mulțumi pe colegii săi din guvern și, probabil, de a distrage atenția de la propriile legături anterioare de stânga ale lui și ale fratelui său. În final, ea a devenit un dezavantaj, atunci când a devenit clar că, dacă Oppenheimer chiar se îndoise de loialitatea lui Peters, recomandarea pe care i-a dat-o pentru Proiectul Manhattan a fost nechibzuită, sau cel puțin contradictorie cu impresiile lui.
În cultura populară, imaginea lui Oppenheimer este marcată de audierile de securitate ca o confruntare între militariștii de dreapta (simbolizați de Teller) și intelectualii de stânga (simbolizați de Oppenheimer) pe chestiunea morală a armelor de distrugere în masă. Chestiunea responsabilității oamenilor de știință față de umanitate a inspirat drama lui Bertolt Brecht intitulată Galileo (1955), și-a lăsat amprenta asupra lui The Physicists⁠(d) de Friedrich Dürrenmatt, și a stat la baza operei Doctor Atomic⁠(d) de John Adams (2005), concepută anume pentru a-l ilustra pe Oppenheimer ca un Faust al zilelor noastre. După ce a apărut la televiziunea vest-germană, piesa In the Matter of J. Robert Oppenheimer de Heinar Kipphardt a avut lansarea în teatrele din Berlin și München în octombrie 1964. Obiecțiile lui Oppenheimer au avut ca urmare un schimb de corespondență cu Kipphardt, în care dramaturgul s-a oferit să facă corecturi, dar și-a apărat piesa. A avut premiera la New York în iunie 1968, cu Joseph Wiseman⁠(d) în rolul lui Oppenheimer. Criticul de teatru Clive Barnes⁠(d) de la New York Times a spus despre piesă că este „furioasă și partizană” care îi ținea partea lui Oppenheimer dar îl ilustra pe omul de știință ca un „bufon tragic și geniu”. Pe Oppenheimer l-a deranjat oarecum această ilustrare. După ce a citit o transcriere a piesei lui Kipphardt la scurt timp după ce a fost jucată, Oppenheimer l-a amenințat pe dramaturg cu judecata, deplângând „improvizații care erau contrare istoriei și naturii persoanelor implicate”.
Mai târziu, Oppenheimer a spus într-un interviu:
„Toată nenorocirea asta [audierea de securitate] era o farsă, și oamenii aceia încearcă să o transforme într-o tragedie. ... N-am spus niciodată că regret participarea într-o manieră responsibilă la producerea bombei. Am spus că poate că el [Kipphardt] a uitat de Guernica, Coventry⁠(d), Hamburg⁠(d), Dresda, Dachau, Varșovia⁠(d) și Tokyo⁠(d); dar eu nu, și dacă lui îi este așa greu să înțeleagă, atunci ar trebui să scrie piese de teatru despre altceva.”
Oppenheimer a făcut subiectul a numeroase biografii, între care American Prometheus⁠(d) (2005) de Kai Bird⁠(d) și Martin J. Sherwin⁠(d), care a câștigat Premiul Pulitzer pentru Biografie sau Autobiografie⁠(d) pentru anul 2006.
Serialul de televiziune de la BBC Oppenheimer⁠(d) din 1980, cu Sam Waterston, a câștigat trei premii BAFTA pentru Televiziune⁠(d). The Day After Trinity⁠(d), documentar din 1980 despre J. Robert Oppenheimer și construirea bombei atomice, a fost nominalizat pentru un Premiu Oscar⁠(d) și a primit un Premiu Peabody⁠(d). Viața lui Oppenheimer a fost explorată în piesa de teatru Oppenheimer⁠(d) de Tom Morton Smith⁠(d) și în filmul Fat Man and Little Boy⁠(d) din 1989, unde rolul lui a fost jucat de Dwight Schultz⁠(d).
În același an, David Strathairn a jucat rolul lui Oppenheimer în filmul de televiziune Day One⁠(d). În filmul american din 2023 Oppenheimer, în regia lui Christopher Nolan și bazat pe American Prometheus, rolul lui Oppenheimer este jucat de actorul Cillian Murphy.
O conferință și expoziție centenară au avut loc în 2004, la Berkeley, volumul conferinței fiind publicat în 2005, sub titlul Reappraising Oppenheimer: Centennial Studies and Reflections. Lucrările sale sunt în Biblioteca Congresului.
Ca om de știință, Oppenheimer este amintit de către elevii și colegii săi ca un cercetător strălucit și profesor implicat, fondator al fizicii teoretice moderne din Statele Unite. Deoarece atenția lui științifică se muta rapid de la un subiect la altul, el nu a lucrat destul de mult pe un singur subiect pe care să-l ducă la îndeplinire pentru a merita un Premiu Nobel, deși cercetările care au contribuit la teoria găurilor negre ar fi justificat, dacă ar fi trăit suficient de mult pentru a le vedea duse la îndeplinire de către astrofizicienii de mai târziu. Un asteroid, 67085 Oppenheimer, a fost numit în onoarea lui, ca și craterul lunar Oppenheimer⁠(d).
În calitate de consilier militar și de politici publice, Oppenheimer a fost un lider tehnocrat în timpul unei schimbări în relația dintre știință și armată și al apariției „Big Science⁠(d)". În timpul celui de al Doilea Război Mondial, oamenii de știință s-au implicat în cercetarea militară la un nivel fără precedent. Din cauza amenințării pe care o reprezenta fascismul pentru civilizația occidentală, s-au oferit voluntari în număr mare pentru asistență atât tehnologică cât și organizatorică pentru efortul Aliaților, ceea ce a avut ca efect instrumente puternice, ca radarul, declanșatorul de proximitate și cercetările operaționale. Ca fizician teoretician intelectual și cultivat, devenit militar disciplinat organizator, Oppenheimer reprezenta îndepărtarea de la ideea că oamenii de știință sunt cu „capul în nori” și că cunoștințele  din domenii anterior ezoterice cum ar fi componența nucleului atomic nu au  aplicații în „lumea reală”.

Cu două zile înainte de testul Trinity, Oppenheimer și-a exprimat speranțele și temerile într-un citat din Bhagavad-Gita:
„În luptă, în pădure, pe râpile munților,

Pe marea cea mare și neagră, între sulițe și săgeți,

În somn, în derută, în adâncurile rușinii,

Faptele bune făcute de om îl apără.”

## Scrieri
- Oppenheimer, J. Robert (1954). Science and the Common Understanding. New York: Simon and Schuster. OCLC 34304713.
- Oppenheimer, J. Robert (1955). The Open Mind. New York: Simon and Schuster. OCLC 297109.
- Oppenheimer, J. Robert (1964). The Flying Trapeze: Three Crises for Physicists. London: Oxford University Press. OCLC 592102.
- Oppenheimer, J. Robert; Rabi, I.I (1969). Oppenheimer. New York: Scribner. OCLC 2729. (postum)
- Oppenheimer, J. Robert; Smith, Alice Kimball; Weiner, Charles (1980). Robert Oppenheimer, Letters and Recollections. Cambridge, Massachusetts: Harvard University Press. ISBN 0-674-77605-4. OCLC 5946652. (postum)
- Oppenheimer, J. Robert; Metropolis, N.; Rota, Gian-Carlo; Sharp, D. H. (1984). Uncommon Sense. Cambridge, Massachusetts: Birkhäuser Boston. ISBN 0-8176-3165-8. OCLC 10458715. (postum)
- Oppenheimer, J. Robert (1989). Atom and Void: Essays on Science and Community. Princeton, New Jersey: Princeton University Press. ISBN 0-691-08547-1. OCLC 19981106. (postum)